# Pirineus
Els Pirineus o el Pirineu (francès: Pyrénées, occità: Pirenèus, aragonès: Pireneus, basc: Pirinioak, castellà: Pirineos) són una serralada situada al nord de la península Ibèrica que recorre tot l'istme que uneix la península amb la resta d'Europa. S'estenen des del Mar Mediterrani, al Cap de Creus, a l'est, fins al mar Cantàbric, al golf de Biscaia, a l'oest. Al sud de la serralada es troba la depressió de l'Ebre, i al nord la de la Garona.
Tenen una llargada d'uns 425 km i una amplada que generalment no supera els 100 km, amb una superfície total de 55.000 km². Els cinc cims més elevats de la serralada són l'Aneto (3.404 m), el pic de Pocets (3.375 m), el Mont Perdut (3.355 m), la Punta d'Astorg (3.355 m) i el Pic Maldito (3.350 m).
La serralada ocupa la zona del nord de Catalunya, l'Aragó, Navarra i Euskadi i la zona del sud del País Basc del Nord i d'Occitània (Bearn, la Gascunya, i Llenguadoc); l'oest i sud de la Catalunya del Nord; i la totalitat d'Andorra. El País Basc i  Catalunya, als extrems oest i est respectivament, són a cavall de la serralada. Pel que fa a les fronteres entre estats, a grans trets Espanya i el  Principat d'Andorra queden al vessant sud, mentre França queda al nord, amb algunes excepcions.

## Etimologia

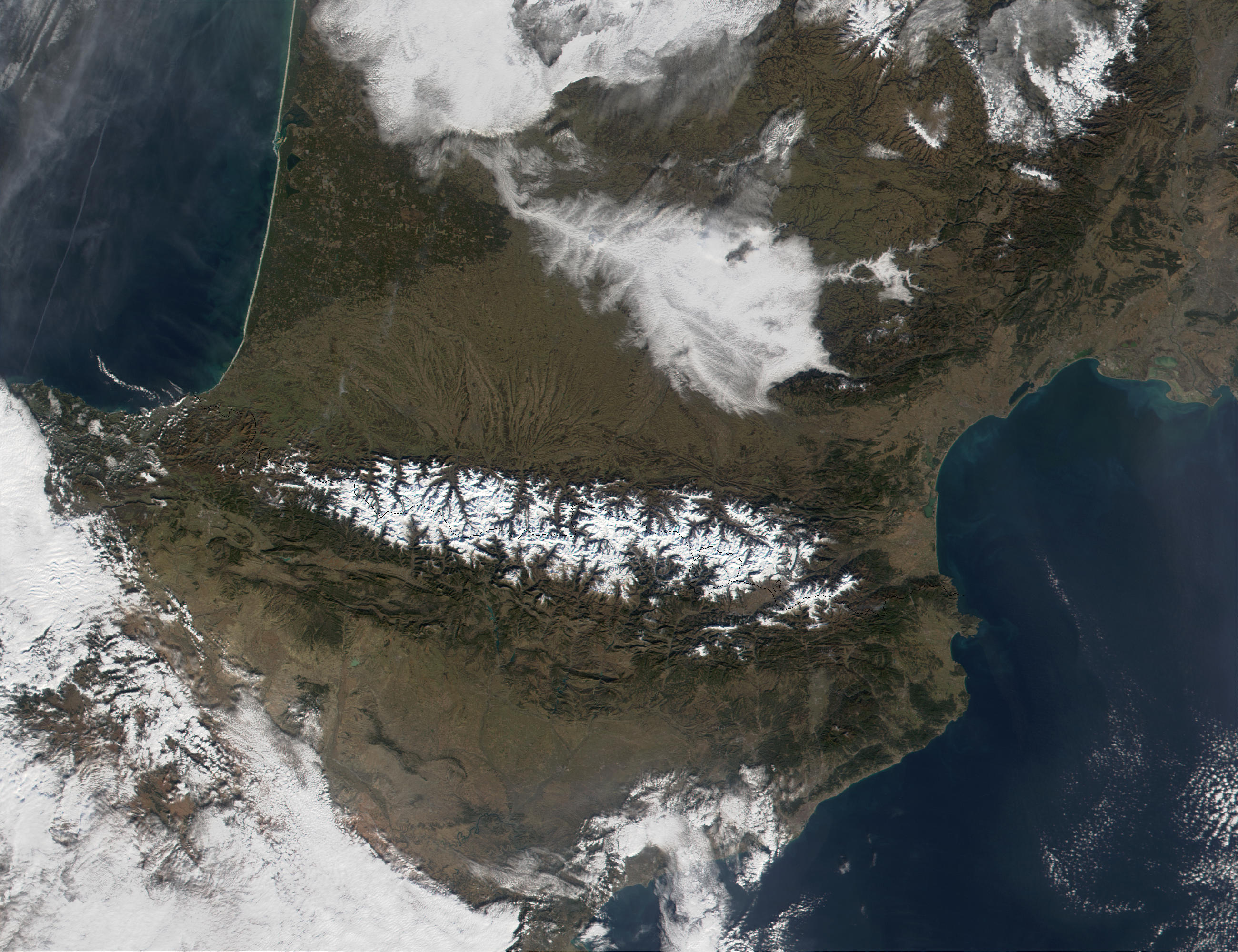
Vista de satèl·lit dels Pirineus

Existeixen moltes etimologies possibles per al nom d'aquestes muntanyes:
- El terme "Pirineus" ve d'un personatge de la mitologia grega, Pirene (Πυρήνη). Heràcles hi construeix una tomba per a Pirene donant-hi nom així a la serralada.[3] El mot "Pirineus" era ja conegut en grec antic: el terme Πυρηναῖα (Pirēnaîa) apareix en els textos de Plutarc.[4]
- Pirineus tanmateix podria provenir de poranaia, de pora (enorme) i naga (muntanya), un mot procedent del lígur antic, llengua del poble que habitava al nord del massís abans dels Celtes.[5]
- Un text de Diodor de Sicília[6] (segle i aC) comenta que, antany, els Pirineus eren coberts de forests que foren incendiades pels pastors. La terra mateixa hauria cremat – així donant-hi el nom Pirineu del grec antic πῦρ pîr, o foc.
- Segons una altra teoria però, és un topònim ancestral íber o basc. En aquesta llengua la serralada es diu Ilene os ("munts de la lluna") puix que "Ilene"" significa la lluna.

## Subdivisions
Malgrat la seva unitat com a massís, sovint hom troba convenient dividir la serralada en zones diferenciades segons el context. Segons la vessant: vessant nord del Pirineu o vessant sud del Pirineu; per territori, el Pirineu català, occità, aragonès i basc; o fins i tot per regió: Pirineu d'Aude, Pirineu de Girona, Pirineu de Navarra. Per altra banda podem parlar en termes d'alçada: de l'Alt i Baix Pirineu, del Prepirineu i Subpirineu (les serres més baixes al voltant del massís mateix), o més arbitràriament del Pirineu oriental, Pirineu central i Pirineu occidental. Finalment es distingeix entre les zones climàtiques del Pirineu atlàntic i el Pirineu mediterrani.

## Geografia
En geografia física, els Pirineus formen una serralada d'aspecte rectilinear, bastant estret, d'una llargada total de 430 quilomètres des del Cap de Creus, al Mediterrani, fins al Golf de Gascunya, a l'Atlàntic. La delimitatió occidental és difícil de fixar amb exactitud perquè els Pirineu es fonen progressivament amb el conjunt de les muntanyes basques entre Àlaba i Biscaia que enllacen a l'oest amb les Muntanyes Cantàbriques, el qual crea un eix pirinenc-cantàbric de 1.000 km). La definició geogràfica més senzilla, i la més popularment acceptada, és la que fa referència al seu caràcter "ístmic": una serralada entre la Mediterrània i el Golf de Gascunya, que separa la península Ibèrica de la resta del continent europeu.
Les valls pirinenques s'orienten típicament de nord a sud, llevat dels extrems marítims i d'alguna vall notable com ara la d'Ordesa, la de la Cerdanya i la de l'Aragó. Açò explica l'escassa accessibilitat entre les distintes valls (els eixos Jaca-Pamplona i Puigcerdà-la Seu d'Urgell són dues excepcions). A més, els cims més alts es barregen sense cap depressió important que els separi, fet que explica per què hi ha tan pocs llocs de pas practicables entre els dos vessants.

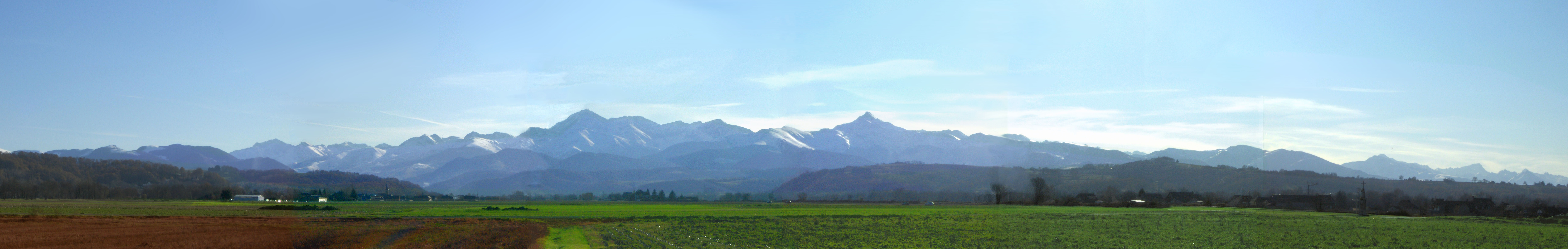
Vista de la serralada des de la plana de Tarba (vessant nord).

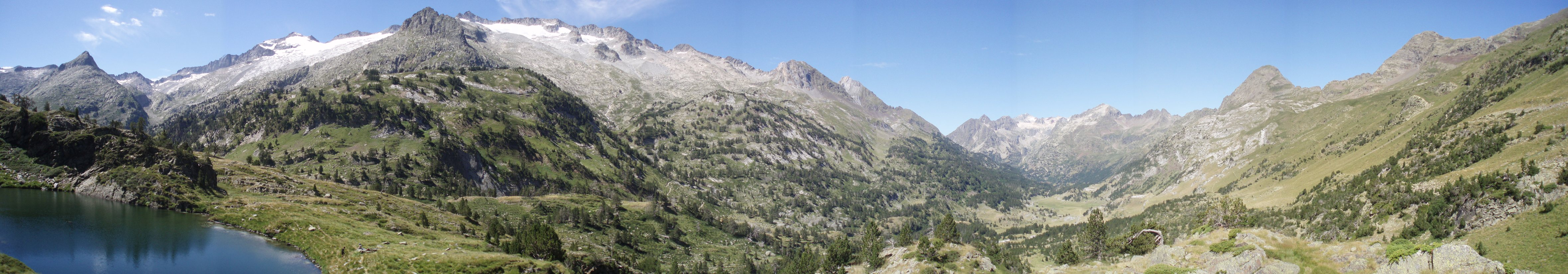
Zona alta de la vall de Benasc, amb el pic d'Aneto a l'esquerra (vessant sud).

Per tal de fixar una amplària aproximada del massís, hom pot dir que el prepirineu i peu de muntanya pirinenca es dissolen a les conques de l'Ebre, el Llobregat i el Ter al sud i del Garona i l'Aude al nord.
La frontera entre Espanya i França segueix aproximadament la línia dels cims més elevats com a regla, amb algunes excepcions.
Territoris d'Espanya al vessant nord:
- Catalunya: la pràctica totalitat de la Vall d'Aran; la petita porció de territori que conforma la capçalera de la Ribera de les Salines, amb el santuari de la Mare de Déu de les Salines, administrativament del municipi de Maçanet de Cabrenys (Alt Empordà)[8]
- Navarra: els municipis de Zugarramurdi i Urdazubi (vall de Xareta), el de Luzaide, i una franja de 12 km de prats i aiguavessants compresos entre el Quinto Real i Aldude; així mateix, la part septentrional de la selva d'Irati, ubicada completament al vessant sud de la serralada, forma part de la Baixa Navarra (estat francès)

Territoris d'Andorra al vessant nord: 
- Solana d'Andorra

Territoris de França al vessant sud:
- L'Alta Cerdanya; una porció de terreny de la comuna de Costoja (Vallespir); el Fort de Bellaguarda i el seu entorn (municipi del Pertús).[9]

## Geologia

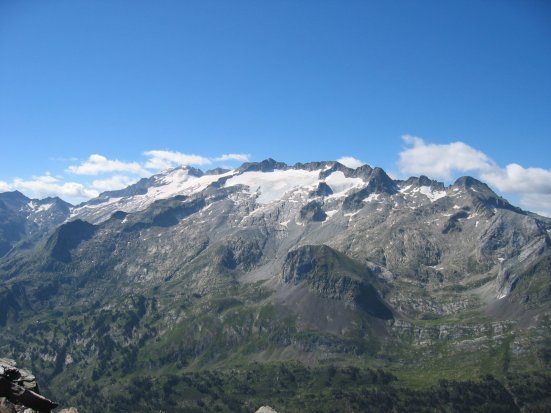
La cara nord de l'Aneto (3.403,5 m), el cim més alt.

El Pirineu és un massís varisc (de l'era primària) pràcticament arrasat durant el Mesozoic (era secundària) i reelevat durant el Terciari (orogènesi), com a part del gran aplegament alpino-himalaienc.
Al Pirineu axial hi ha materials cristal·lins de l'era primària (granits i roca metamòrfica), mentre que el Prepirineu està format per materials sedimentaris de les eres secundària i terciària (roca calcària, conglomerats, argiles, margues, gresos).
Les característiques geològiques més acusades hi són la dissimetria dels vessants al sentit transversal, és a dir que el seu desnivell és molt més pronunciat al costat nord que al sud, i la dissimetria al sentit longitudinal: baixa suaument fins al Cantàbric i de forma més abrupta cap al Mediterrani.
Des del punt de vista estructural els Pirineus es diferencien clarament dels Alps, ja que mentre al segon s'hi fa un paper decisiu els mantells de corriment, els Pirineus poden classificar-se en conjunt com una serralada de plegament autòcton.
Els sediments de la gènesi dels Pirineus es dipositaren a les conques litorals durant el Paleozoic (era primària) i del Mesozoic (era secundària). Llavors, al Cretaci inferior (150 - 100 Ma), sota l'efecte d'una obertura oceànica, el golf de Gascunya es va desplegar en vano, aixafant Iberia contra el continent europeu i prenent grans capes d'aquests sediments en cargol: la pressió i l'aixecament de l'escorça terrestre van afectar primer la part oriental per estendre's progressivament a tota la cadena, una sobrerecció i deformació que culminà a l'Eocè, al principi del Cenozoic (era terciària).
La part oriental dels Pirineus és constituïda majorment per roques crostals (granits i gneis), mentre a la part occidental els pics de granit són flanquejats de capes calcàries. El caràcter massís i poc esquinçat de la serralada és conseqüència d'aquesta preponderància de roques crostals, que dificulta l'erosió i la creació de glaceres.

### Principals cims

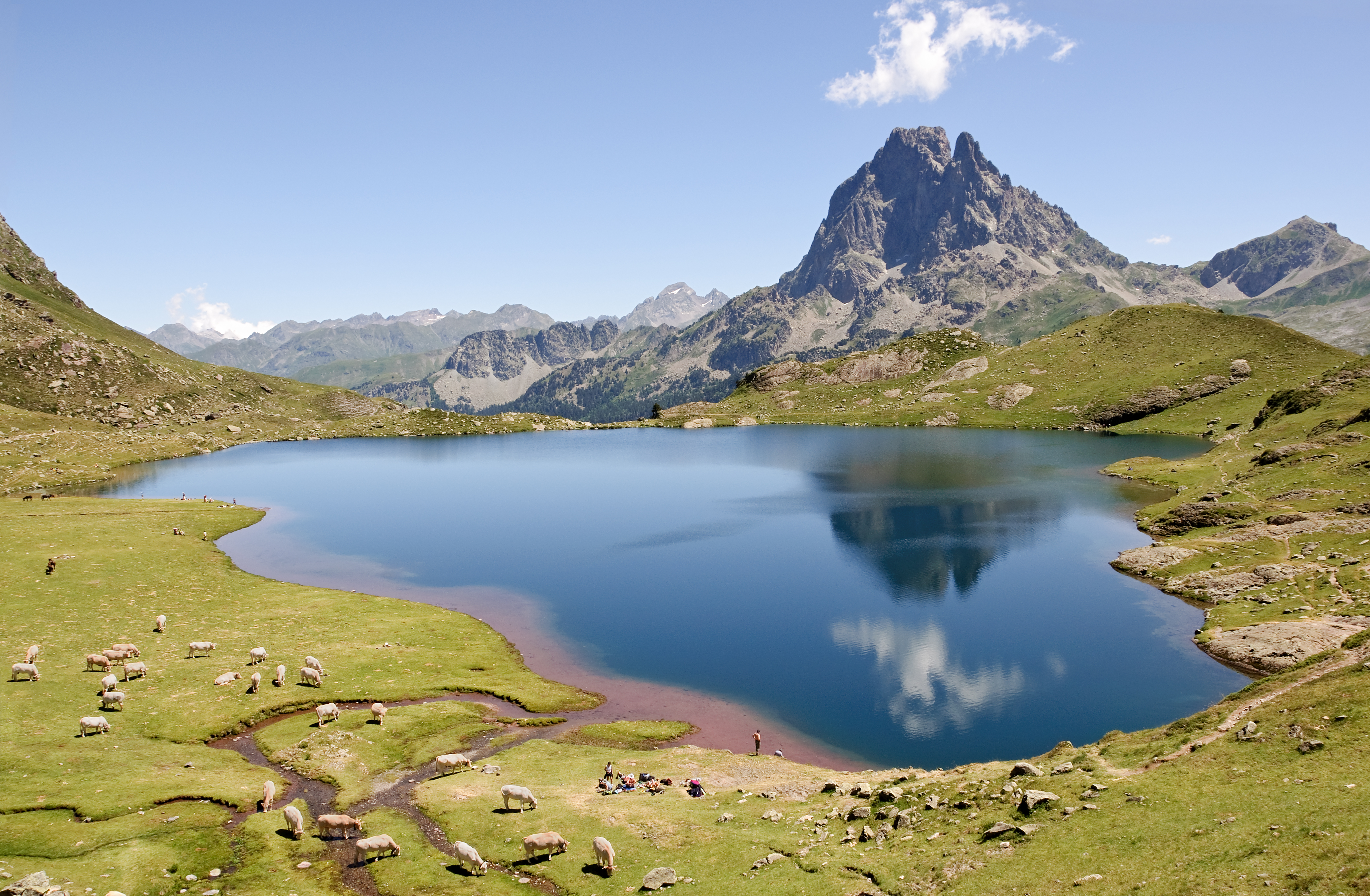
Pic del Migdia d'Aussau, a Bearn

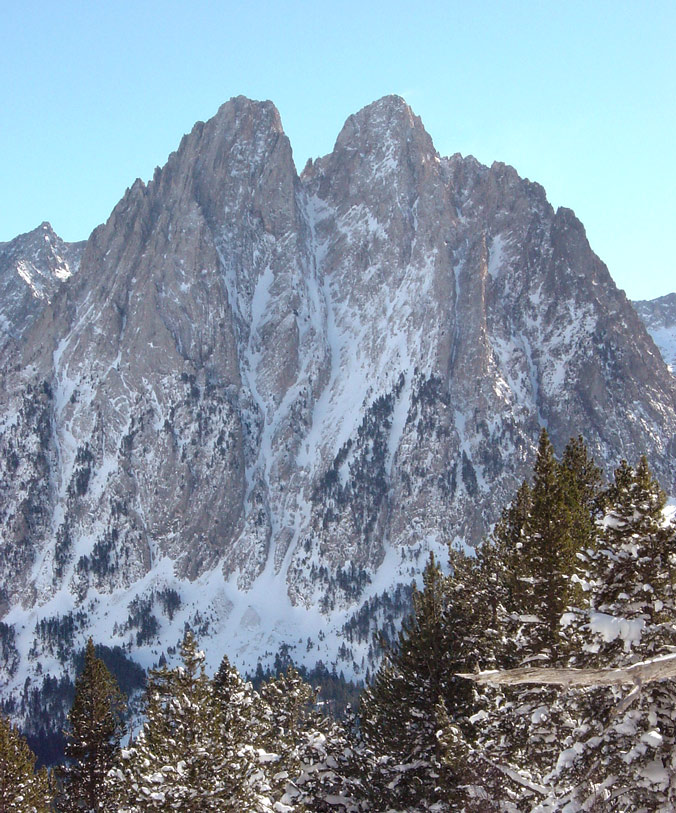
Els Encantats, a l'Alt Pirineu català

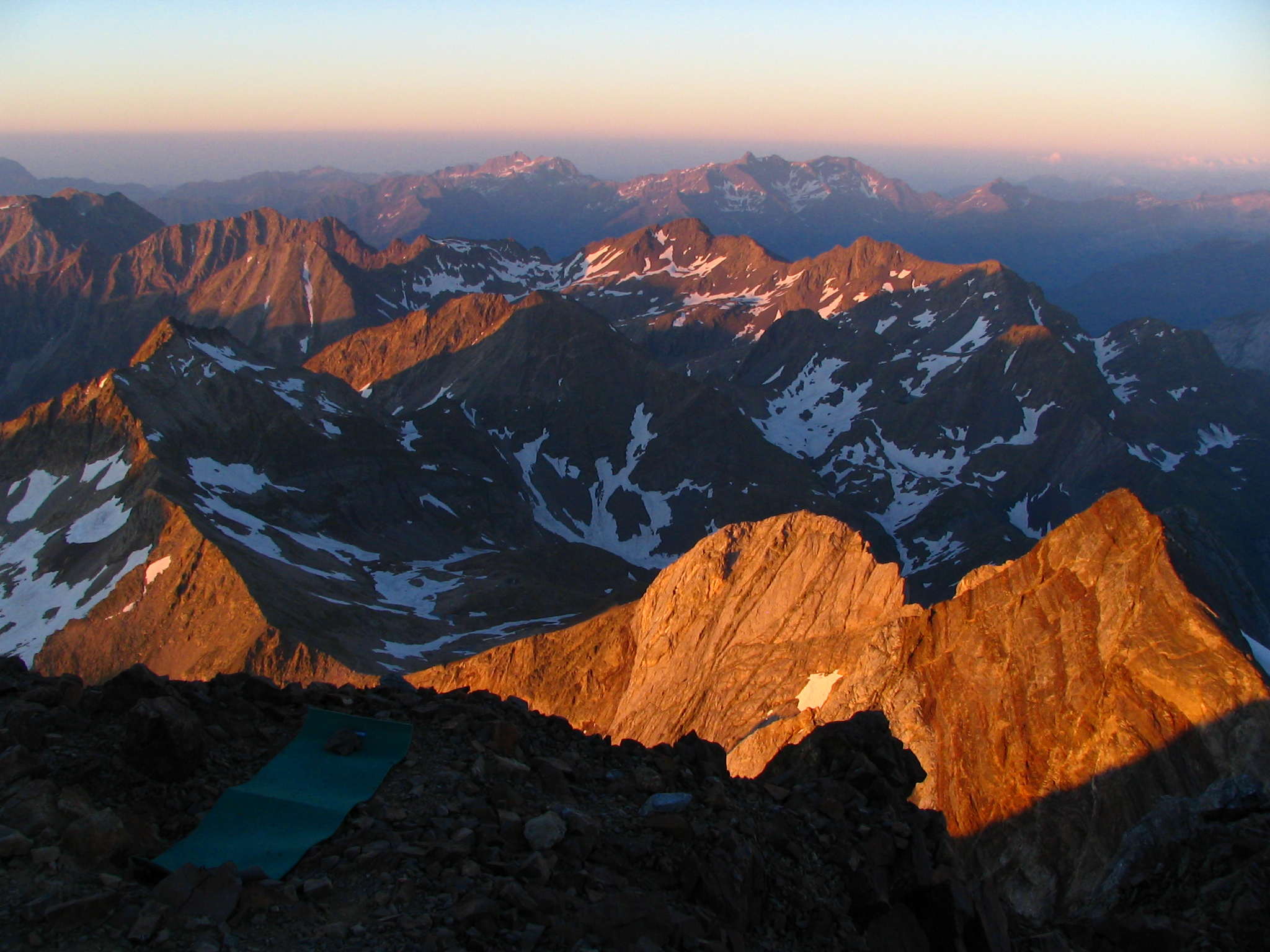
Vinhamala, a la Gascunya

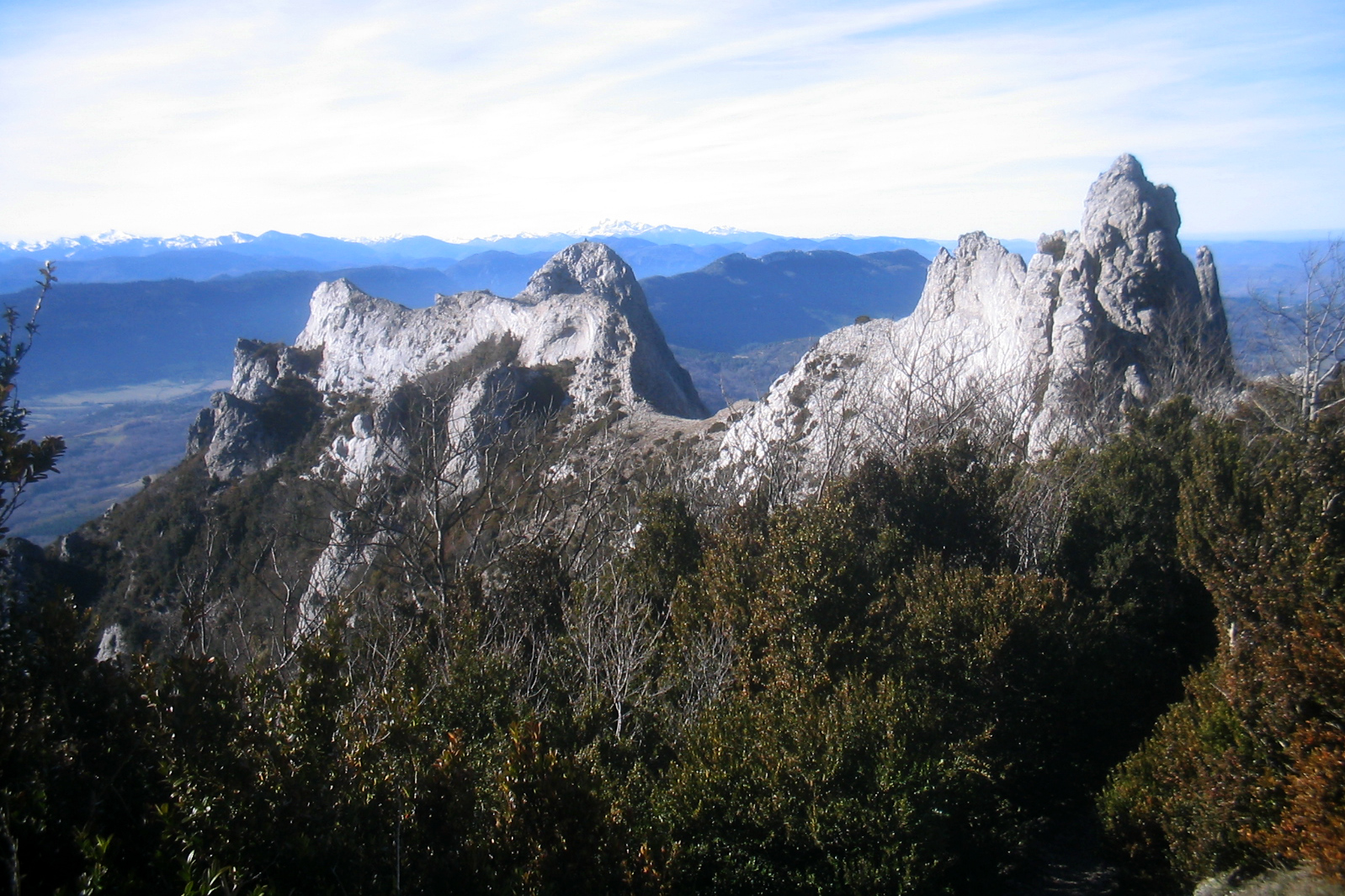
Puig de Bugarag, a la Fenolleda

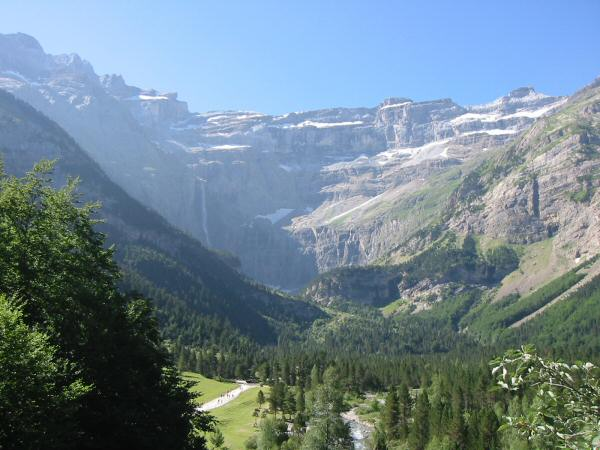
Circ de Gavarnia, Bigorra

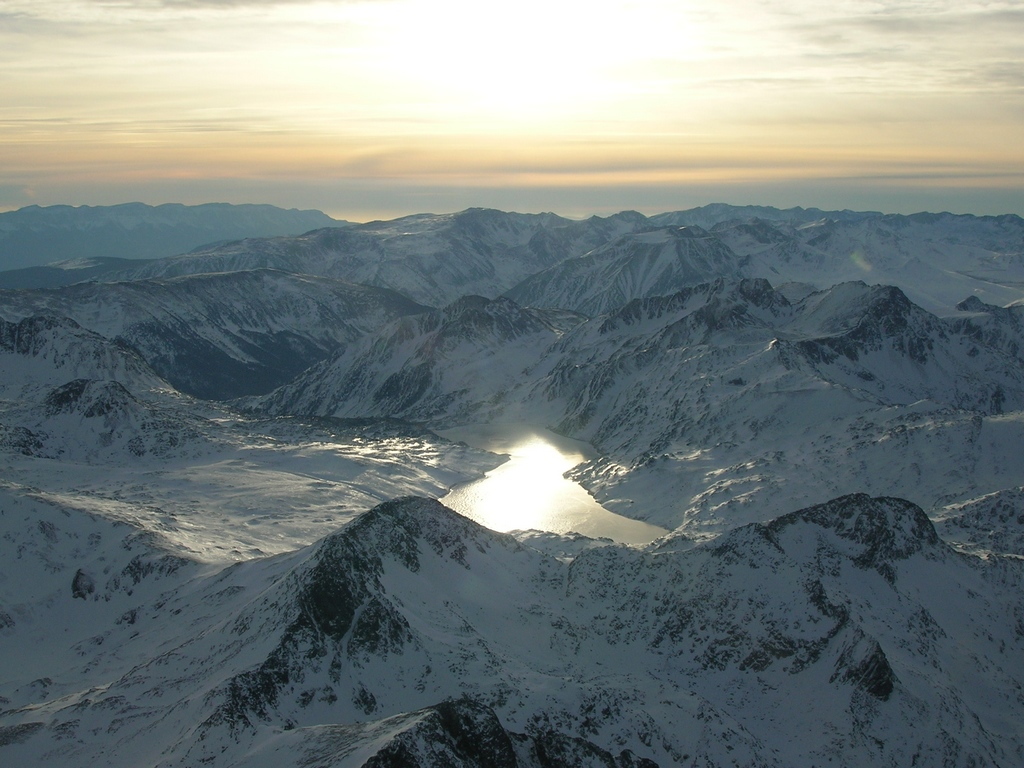
Reflex d'un estany pirinenc

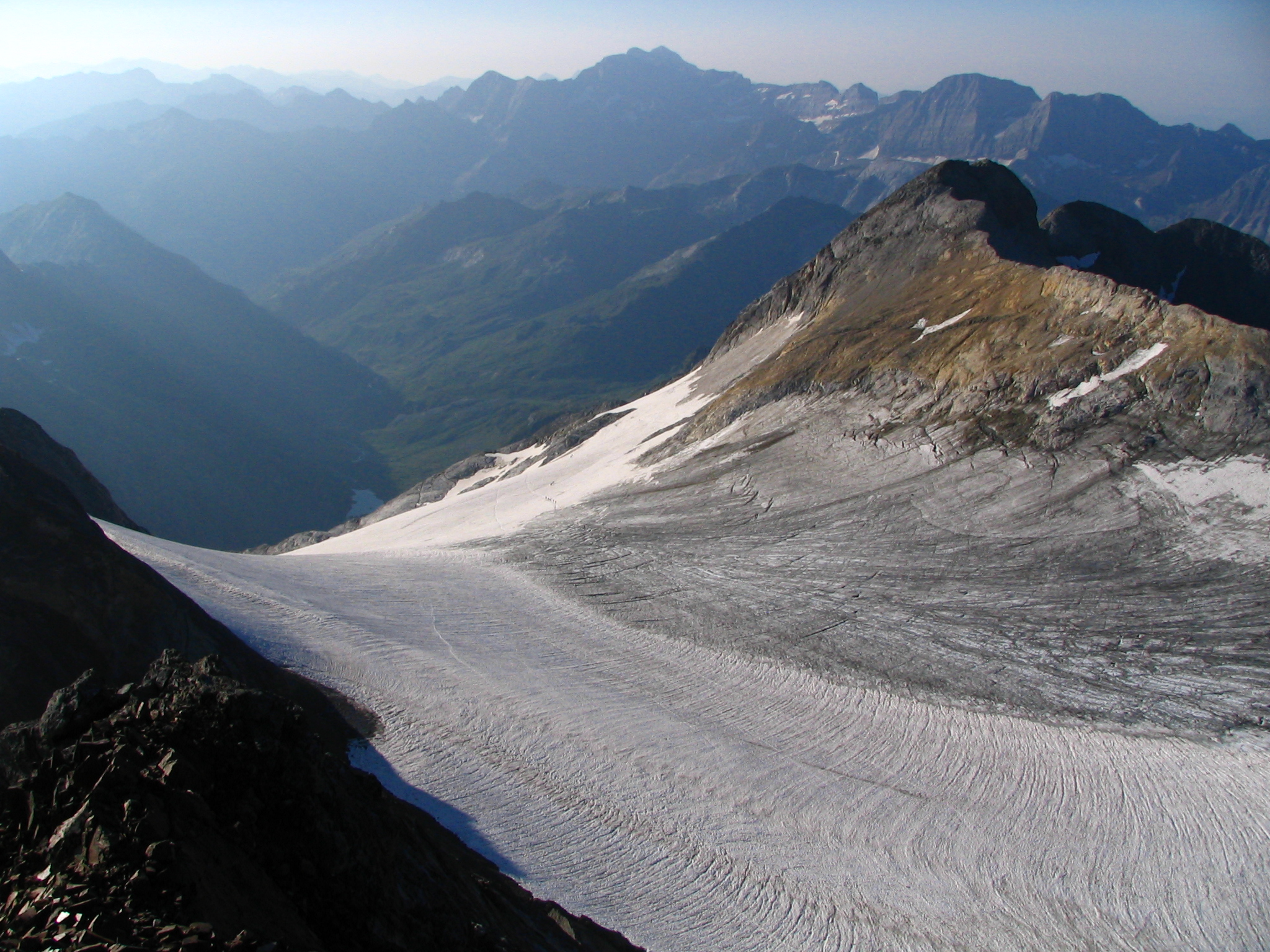
Glacera a Vinhamala

El punt culminant dels Pirineus és el pic d'Aneto amb 3.404 metres, situat entre la Ribagorça i la vall d'Aran. És al Pirineu central hi ha gairebé tots els cims superiors a 3.000 metres, a la regió francesa de Migdia-Pirineus, a Catalunya i a l'Aragó: hi ha un total de 129 muntanyes principals i 83 secundàries per damunt del llistó mític dels tres mil metres, repartides per onze zones (vegeu l'inventari complet dels cims de més de 3.000 metres a llista UIAA dels 3.000 pirinencs).
Cal esmentar que aquest límit simbòlic que divideix les muntanyes en grans (més de tres mil metres) i mitjanes (menor de tres mil) és un invent del segle xix quan la Revolució Francesa institucionalitzà el sistema mètric (abans es comptava en toise a França). Aquest invent va crear una nova meta per al muntanyisme: escalar tots els "tres mil" (vegeu Pirineisme).
Alguns dels cims més importants dels Pirineus són:
- L'Aneto (3.403,5 m), a la Ribagorça, el més alt de la serralada.
- El pic de Pocets (3.375 m), a la Ribagorça.
- El Mont Perdut (3.348,2 m), a l'Aragó.
- El Vinhamala (3.298 m), a la Gascunya.
- La Pica d'Estats (3.143,1 m), a cavall entre el Pallars Sobirà i el País de Foix, és la muntanya més alta de Catalunya.[10]
- El Comapedrosa (2.942 m), la màxima altitud d'Andorra.
- El Carlit (2.921 m), a l'Alta Cerdanya.[10]
- El Puigmal (2.910 m), al Ripollès.[10]
- El Collarada (2.886 m), a l'Aragó.
- El Mieidia d'Aussau (2.885 m).
- El Migdia de Bigorra (2.877 m).
- El Montardo (2.833,8 m), a la Vall d'Aran.[10]
- El Canigó (2.784 m), al Conflent, muntanya simbòlica de Catalunya.
- Els dos cims dels Encantats (2.734,3 i 2.748,1 m), al Pallars Sobirà.[10]
- El Gran Gabizos (2.692 m).
- El Pedraforca (2.506,1 m), al Berguedà.[10]
- El pic d'Anie, divisòria entre Occitània, Aragó i el País Basc (2.504 m).

Tanmateix, algunes muntanyes cabdals del massís no assoleixen tanta altitud: la pica de Bugarachla, a la serra de Corbera (prepirineu nord), que marca la frontera de la Catalunya Nord i Occitània, fa 1.230 m; i el pic de Larrun, muntanya màgica per als bascos, fa 905 m.

### Principals valls
El Pirineu no és una sola serra sinó un conjunt de serres, enmig de les quals hi ha valls fins i tot obertes i planes, com la Cerdanya. D'altres valls importants de la serralada són:
| - Errobi - Baztan - Orreaga - Roncal - Asp - Tena - Ordesa | - Cinca - Benasc - Arieja - Noguera Ribagorçana - Noguera Pallaresa - Àneu - Cardós | - Sant Nicolau - Aran - Valira - Boí - Vall Fosca - Alt Berguedà - Freser | - Alt Ter - Fluvià - Tec - Aglí |

I per al transport internacional, és molt destacada:
- La vall de l'Aragó, històric eix ferroviari i actual eix de transports pesats per carretera a través del túnel de Somport (vegeu Transport).

### Rius, estanys i glaceres
Aquesta serralada és el bressol de rius importants. Mentre al nord el Garona neix a la vall d'Aran i esdevé el riu principal de la depressió al nord de la serralada, els rius del vessant sud del massís desemboquen majorment a l'Ebre, riu que crea la depressió homònima al sud dels Pirineus.
Vessant nord:

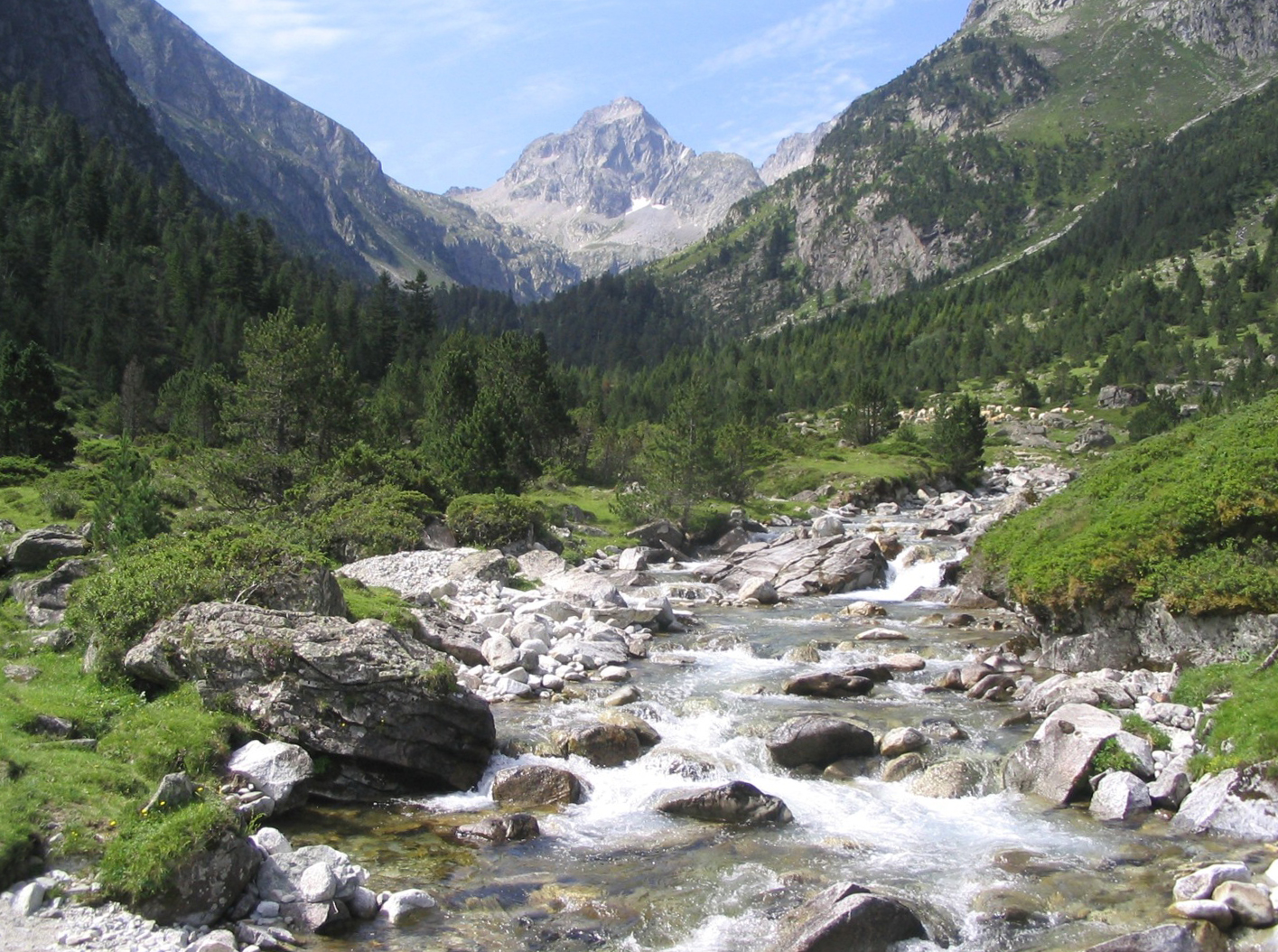
Riu típic del Pirineu, a la vall de Lutor.

- Adur, Garona, Errobi, que desemboquen a l'oceà Atlàntic;
- Tec, Tet, Arieja, Aude, Aglí i Camini que desemboquen al Mediterrani

Vessant sud:
- Bidasoa, que desemboca al Cantàbric ;
- Aragó, Gàllec, Cinca, Éssera, Noguera Pallaresa, Noguera Ribagorçana, i Segre (tots tributaris de l'Ebre), i Ter, Llobregat, Muga i Fluvià: desemboquen al Mediterrani.

Avui en dia no hi queda cap glacera per davall dels 3.000 metres i les que sobreviuen actualment són generalment circs: Balaitus, Vinhamala, Mont Perdut i Maladeta. El Pirineu conté un conjunt important d'aquests estanys ("Estanh" o "Gorg" en occità, "Ibón" en aragonès), que poden arribar als cent metres de profunditat. Alguns dels estanys més destacables són el de Sant Maurici, els del Circ de Colomèrs (Vall d'Aran) i els que són al voltant de la Bollosa (Capcir).

### Paisatge pirinenc

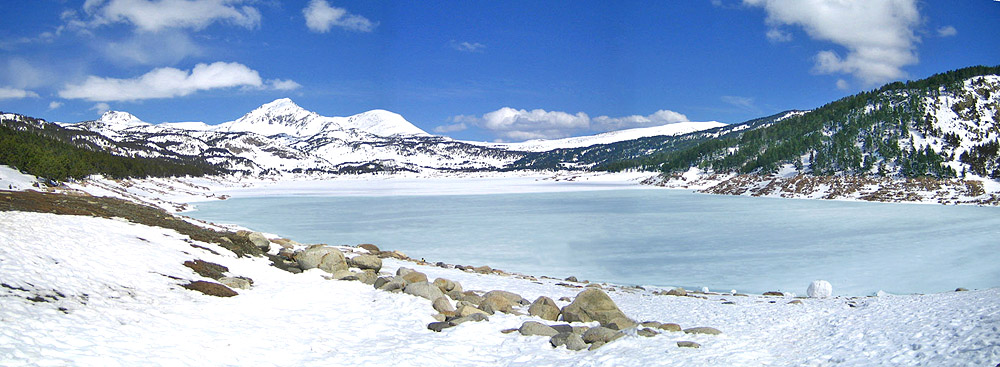
El llac de la Bollosa, al Capcir.

El paisatge pirinenc és típic de l'alta i mitjana muntanya alpina, però hi ha diferències també: l'absència de grans llacs, mentre els petits estanys s'agrupen en gran nombre; els pocs colls i la seua gran altitud; una gran quantitat de
gaves, torrents que cauen dels alts cims com a cascades, al vessant nord. Aquestes últimes són de les més grans d'Europa, tret d'aquelles d'Escandinàvia i la de Reichenbach als Alpes suïssos. Cal comentar la freqüència dels penya-segats, anomenats circs: és el fons d'una vall situada per damunt d'un precipici, amb forma de semicercle escarpat. Exemples són el circ de Gavarnia, el de Tromosa, el del Litor i el del Marcadau.
Al vessant sud, els canyons abunden, per exemple, el Canyó d'Añisclo, a Ordesa. Ja a ambdues bandes hi ha congosts de gran profunditat, com el Congost de Montrebei o les Gorges de Carançà.
La cascada més alta de la serralada, amb 422 metres, és al naixement del gave de Pau al nivell del circ de Gavarnia. Aquest forma part del massís del Mont Perdut al vessant nord, i fou registrat el 1997 com a Patrimoni de la Humanitat de la UNESCO.

## Clima
El clima dels Pirineus és de muntanya, amb unes precipitacions més elevades i unes temperatures més baixes que els territoris del voltant. Alhora fa de frontera climàtica entre el clima atlàntic o oceànic predominant al nord-oest i el clima mediterrani al sud-est (amb matisos continentals al sud).
S'hi dona una disminució de les precipitacions d'oest a est i de nord a sud, essent les valls prepirinenques de l'oest de Catalunya les zones més seques de la serralada (compareu, per exemple, els 636 mm/any d'Adrall amb els més de 1.500 als Pirineus Atlàntics). Al pirineu central la pluviometria es modera amb uns índexs regulars (1.000 a 1.500 mm/any a mitjan muntanya, localment 2.000 mm als cims més elevats del pirineu occidental) i l'amplitud tèrmica augmenta (als 1.200 m: 0° al gener, +14° al juliol). Just a l'extrem est la pluviositat torna a augmentar per la proximitat amb el Mediterrani, que si bé de manera poc freqüent, de vegades genera llevantades. La regió transfronterera situada entre el Canigó i Olot és especialment propensa a rebre precipitacions intenses (1.000 a 1.500 mm/any), tot i que durant l'estiu la sequera hi és ben present.
Cal destacar les particularitats d'algunes zones concretes del territori, com la vall de la Cerdanya i la Conca de Tremp. Ambdós indrets presenten un fenomen acusat d'inversió tèrmica, que provoca persistents boires hivernals. A més, a la Cerdanya, les temperatures varien en funció de l'orientació, diferenciant-se força la part solana (nord) i la part obaga (sud) de la vall.
La influència oceànica del nord-oest, provinent del Golf de Gascunya, és intensa al País Basc, amb cúmuls pluviomètrics de 1.500 a 2.500 mm/any i hiverns relativament suaus i estius frescs (mitjanes de +1° al gener i +13° al juliol a 1.200 m d'altitud). Aquesta influència s'estén a les quatre cinquenes parts de la serralada al vessant nord (fins a l'Aude), i tanmateix penetra ben poc al vessant sud (no gaire més lluny que les muntanyes de Navarra més pròximes a la cresta fronterera del massís).
Al vessant sud el règim de precipitacions és essencialment alimentat per les pertorbacions provinents del sud-oest d'origen atlàntic, que pateixen una influència continental durant la seua travessia per la península i es reactiven al contacte del relleu pirinenc. Les precipitacions són més infreqüents però sovint més intenses que al vessant septentrional, la qual cosa explica l'elevat nombre d'hores de sol malgrat tenir registres pluviomètrics similars (1.000 a 1.500 mm/any), llevat del peu de muntanya àrid (vora 500 mm/any). L'aire oceànic temperat és rebutjat per l'alta muntanya, on els hiverns són relativament freds i els estius calorosos (a 1.200 m: 0° al gener, +15° al juliol).
Fonts: "Situaciones atmosféricas en España" (centre de publicacions, Direcció General de l'Institut Nacional de Meteorologia, Ministeri de Medi Ambient, Madrid 1993)- "La météo de la France" de Jacques Kessler i R. Chambraud (dades pluviomètriques i tèrmiques).

## Flora

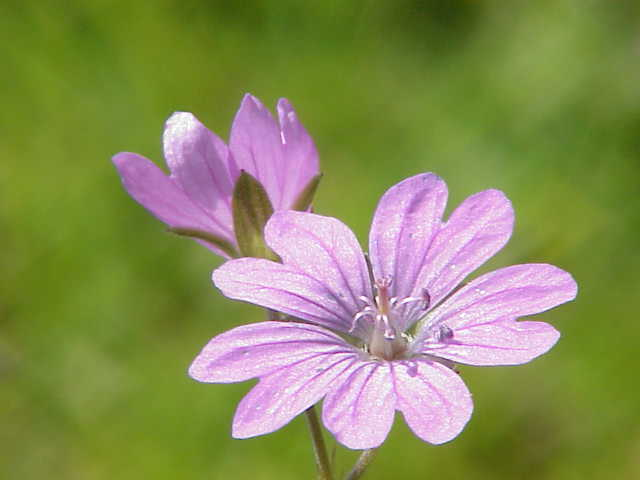
Geranium dels Pirineus.

La flora dels Pirineus es compon de vora 4.500 espècies, de les quals unes 160 són endèmiques. Pel que fa als arbres, cal esmentar el pi negre (Pinus uncinata) que és el que arriba a major altitud (Estatge subalpí), faigs (Fagus sylvatica) i avets (Abies alba) a la muntanya mitja (Estatge montà), alzines i castanyers al peu de muntanya (Estatge basal).
La influència mediterrània fa que el pirineu oriental i sud, més assolellat, té una composició florístic diferent de la resta de la serralada. L'orientació d'oest - est de la serralada fa que un gran nombre d'espècies que eren presents al nord d'aquesta regió durant l'era terciària han desaparegut a causa del fred de la darrera gran glaciació (màxim glaciar fa vora 20.000 anys): elles "migraren" cap a zones de més baixa latitud, més clements que l'alta muntanya pirinenca, que no podien travessar.

Selva de Pineta.

El clima és el que més decideix la flora del Pirineu. Al pirineu atlàntic, és a dir el nord i l'extrem occidental, hi ha prats verds alternant amb boscos d'alzina de fulla caduca a la vall i a peu de muntanya, i fagedes i pinars a mitjan muntanya. El límit superior de la forest se situa entre els 2.000 i 2.500 m (pins), sent rellevats per landes subalpines (erica, rhododendron) llavors, sota de 2.500 a 3.000 m, als pedres, la neu i petits glaciars.
La mitja muntanya del vessant sud, el més sec, presenta una vegetació típicament mediterrània: garriga, forests de faigs verts, pins negres, pins silvestres. Les valls més altes destaquen prats verdulents, fagedes, avets i pins silvestres. A la part més alta no hi hauria gaire diferència amb la del vessant nord si no fos per la predominància de terres calçàries que s'imposa al clima i abaixa el límit vegetal. Per fi, a l'extrem oriental les pluges torrencials del mediterrani, combinat amb sequera estival, donen lloc a grans fagedes. Convindria destacar la selva d'Irati, considerat la fageda més gran d'Europa i la massa boscosa més gran dels Pirineus.

## Fauna

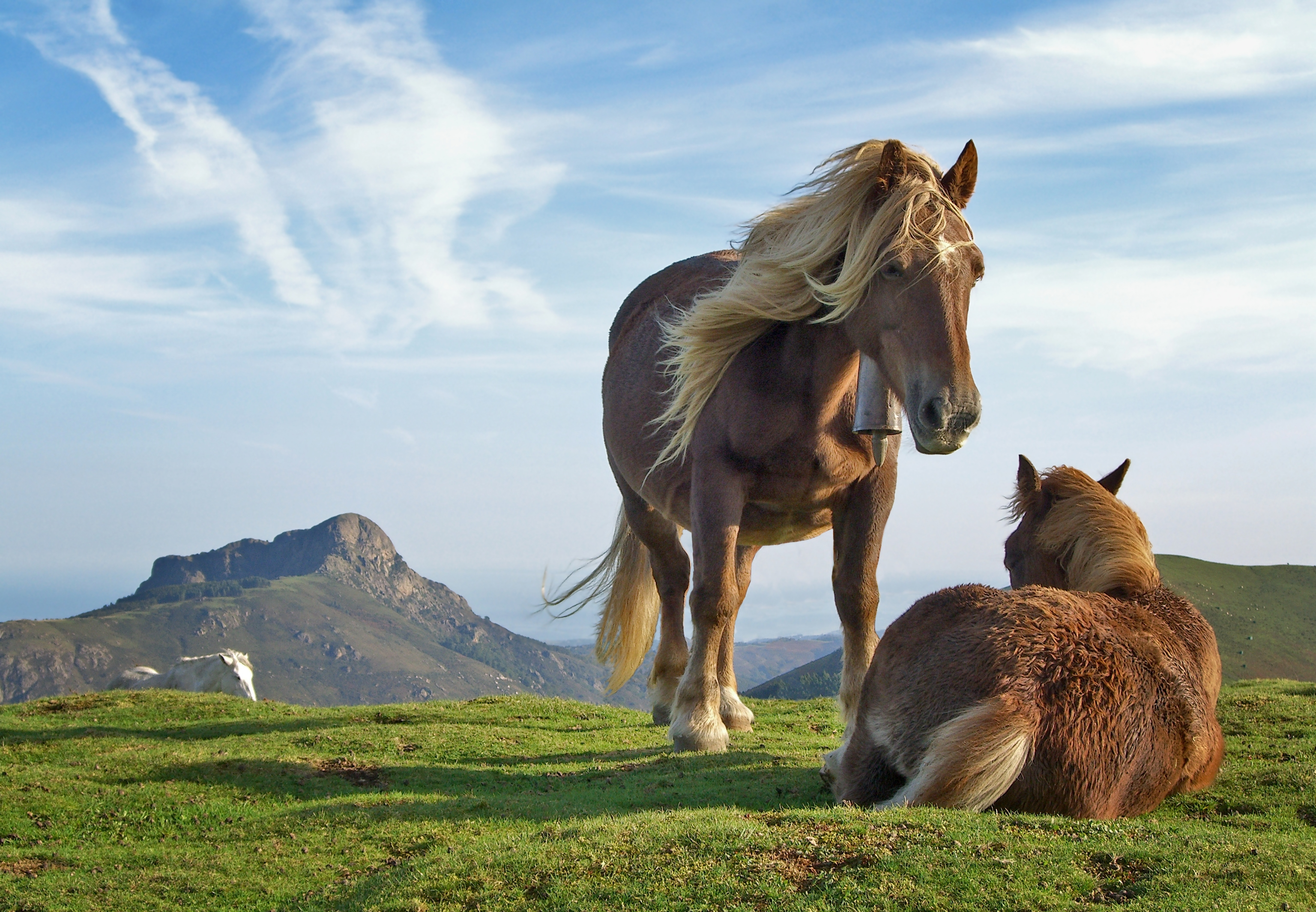
Cavalls pirinencs típics del País Basc.

El Pirineu és un territori gran i variat climàticament, cosa que fa que la fauna siga molt variada de zona en zona. Hi ha gairebé 200 espècies d'animals que hi viuen i en total hi ha 42 espècies de mamífers. Al País Basc, el Potok o cavall pirinenc hi és simbòlic. Mentrestant, a gran part del Pirineu central, l'os bru (Ursus arctos arctos) és l'animal més associat, malgrat que en queden ben pocs. D'altres espècies típiques, però no exclusives del Pirineu són: el xoriguer gros (Falco tinnunculus), la marmota alpina (Marmota marmota), el senglar (Sus scrofa), l'isard (Rupicapra rupicapra), el llop (Canis lupus), el cérvol (Cervus elaphus), el linx (Lynx lynx), les àguiles (Aquilinae), els falcons (Falconidae), etc.
Algunes espècies endèmiques ja s'han extingit, com la cabra pirinenca (Capra pyrenaica pyrenaica) o ibex (Capra pyrenaica), extinta misteriosament entre el 1998 i el 2001.
Algunes espècies, com l'os bru, caçat gairebé fins a l'extinció a la dècada de 1990, a partir del 1996 es va començar a reintroduir-ne amb ossos provinents d'Eslovènia. Ja podem observar la seua tímida presència a la Vall d'Aran i Andorra. Algunes espècies a la vora de la desaparició han reviscolat, com l'isard, que al principi del segle xix era al llindar de l'extinció i que ara té 45.000 exemplars.
Entre les aus, el rei indiscutible és el trencalòs (Gypaetus barbatus), extingit a quasi tot Europa i del qual s'estima que n'hi ha entre 500 i 600. D'altres ocells del Pirineu són l'àguila reial (Aquila chrysaetos), l'abellaire (Perninae), el milà reial (Milvus milvus), el milà negre (Milvus migrans), el falcó (Falconidae), el xoriguer gros (Falco tinnunculus) o el raríssim mussol pirinenc (Aegolius funereus), a més del voltor comú (Gyps fulvus), l'aufrany (Neophron percnopterus) i, més recent, el voltor negre (Aegypius monachus). També el gall fer (Tetrao urogallus), en clar perill d'extinció al vessant sud (4 mascles a Navarra, 75 a l'Aragó i uns 450 a Catalunya) i en canvi molt conservat al nord (vora 3.500 mascles). A l'alta muntanya viu una de les joies pirinenques, la perdiu blanca (Lagopus muta), amb 700 parelles.
Fauna endèmica dels Pirineus són el llangardaix pirinenc (Lacerta agilis), l'escurçó pirinenc (Vipera aspis), el tritó pirinenc (Calotriton asper), el talpó pirinenc (Calotriton asper), l'almesquera (Galemys pyrenaicus), la vaca pirinenca (Bos taurus), la vaca bruna dels Pirineus (Bos taurus), el gos de muntanya dels Pirineus (Canis familiaris).

## Parcs naturals i reserves

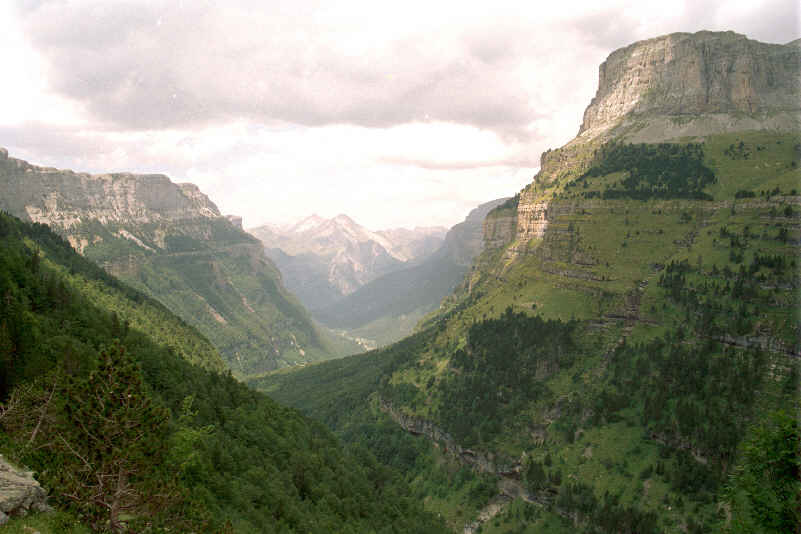
Parc Nacional de la vall d'Ordesa, a l'Aragó.

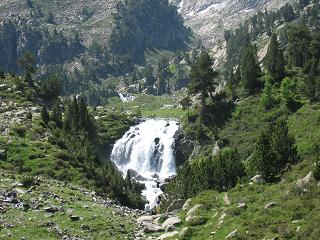
Parc Natural de Pocets-Maladeta, a l'Aragó.

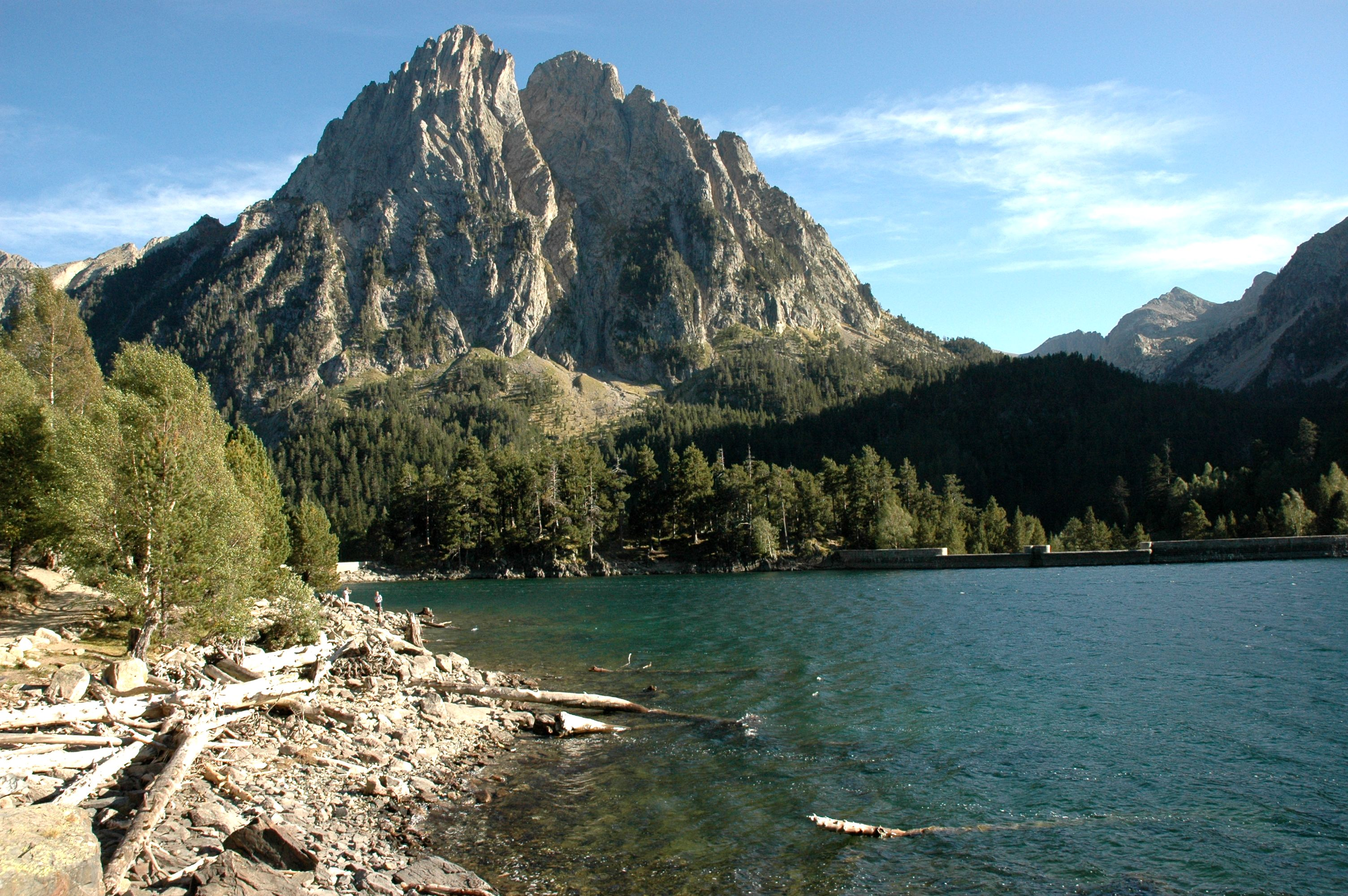
Parc Nacional d'Aigüestortes, a Catalunya.

La fauna i la flora de la part central dels Pirineus són protegides per tres parcs nacionals: el Parc Nacional dels Pirineus, el Parc Nacional d'Aigüestortes i Estany de Sant Maurici i el Parc Nacional d'Ordesa i Mont Perdut. S'hi afegeix les reserves naturals nacionals al Pirineu nord-occidental com la de Néouvielle i de la vall d'Aussau, i el Parc Natural de Pocets-Maladeta i el Parc Natural de l'Alt Pirineu, a la zona sud-oriental així com el Parc Natural del Cadí-Moixeró i el Parc Natural de les Capçaleres del Ter i del Freser.
Tanmateix parem esment a les nombroses reserves naturals nord-catalanes de Prats de Molló, Noedes, Pi de Conflent, Mentet, Vall d'Eina, Jújols, Conat, La Maçana; i les reserves naturals catalanes de les altes valls del Freser i Ter, i l'Albera. Per fi existeixen les reserves naturals regionals de França d'Arieja (Embeyre), la Catalunya Nord (Nyer) i l'Alt Pirineu (Pibeste). Els nombrosos indrets naturals classificats per llei per protegir el paisatge, les reserves biològiques i les reserves de fauna salvatge fan testimoni de l'interès ecològic del massís pirinenc.
Per a un inventari complet dels parcs i reserves dels Pirineus, vegeu la llista de zones de protecció dels Pirineus

## Transport
El transport del Pirineu parteix de dos fets: és un massís de roca que divideix netament la península Ibèrica de la resta d'Europa; i cal superar-lo. Tot el transport comercial, public i privat que passa entre Ibèria i el centre d'Europa ha de passar pel Pirineu, si no vol anar en vaixell que moltes vegades és car i poc convenient.

### Per carretera

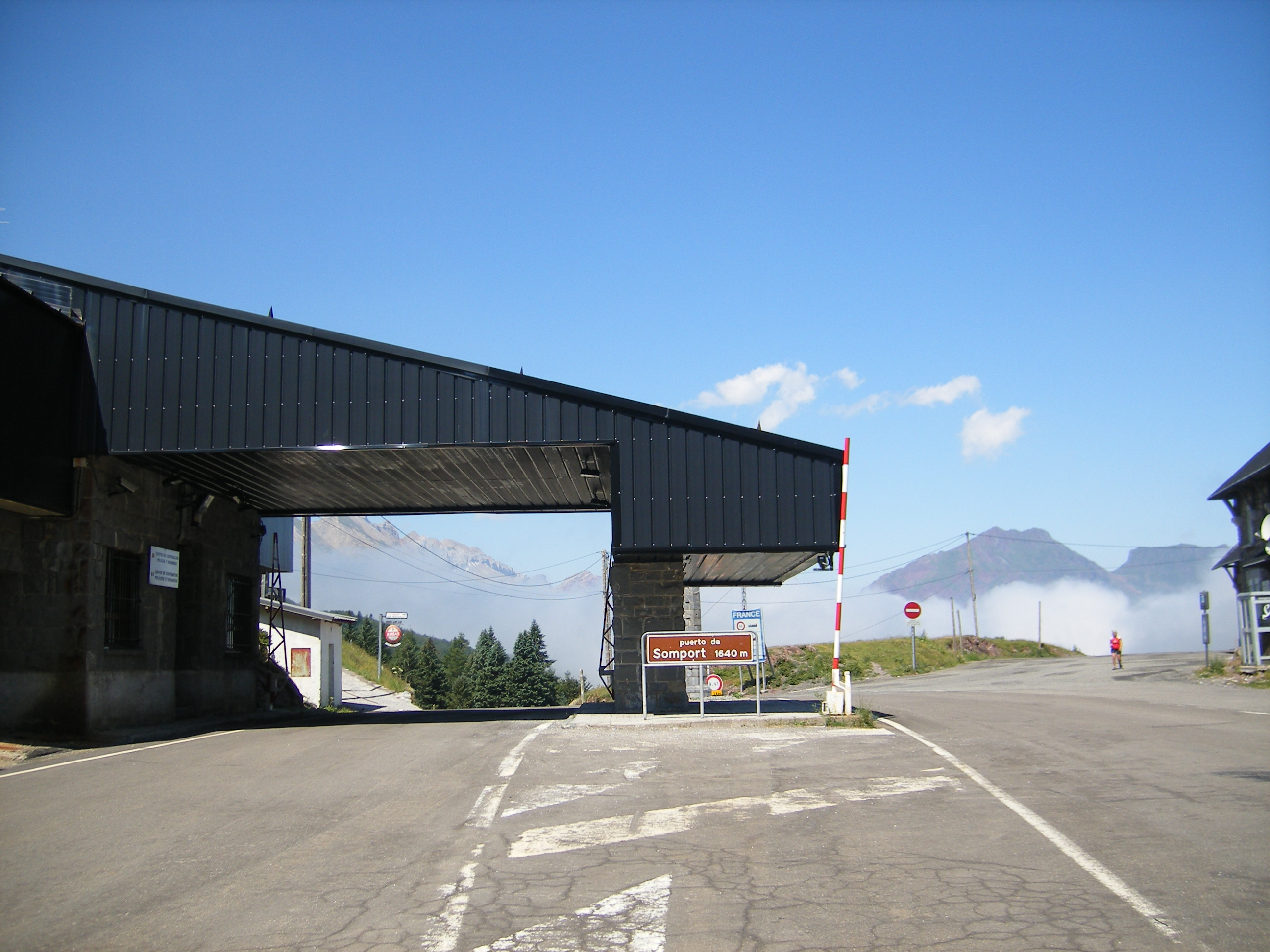
Port de muntanya de Somport, Osca.

Dues autopistes voltegen els Pirineus: pel mediterrani l'AP-7 / A-9 passa pel port de muntanya del Pertús, deixant la serra de l'Albera a l'est; i per l'atlàntic l'AP-8 / A-63 vertebra el País Basc de Bilbao a Baiona, passant per la badia de Txingudi i deixant les darreres serres pirinenques al sud. L'únic eix central adient pel pas de mercaderia pesada és l'eix de transport central de la vall de l'Aragó que passa pel túnel de Somport comunicant Osca i Pau. Hi ha, en addició tres ports de muntanya que han sigut llocs de pas des d'almenys l'època romana: la vall de Roncesvalls entre Pamplona i Donibane Garazi, Viella (abans per dalt del coll o pel Port de la Bonaigua i ara pel túnel) i Montlluís entre la Cerdanya i el Conflent.
Tanmateix, les poblacions veïnes del Pirineu han teixit una xarxa viària pròpia que en el seu conjunt fa la volta de la serralada pels dos costats. Al nord, l'autopista dels Pirineus recorre les ciutats prepirinenques de Baiona, Pau, Tarba, Tolosa (A-64); i continua per Carcassona fins a Narbona (A-61), on enllaça amb l'autopista del Llenguadoc. Un ramal d'aquesta estén fins a Foix i en el futur, fins a Andorra la Vella.
Es preveu la creació d'un eix pirinenc català, que tracta essencialment de desdoblar les vies principals del Pirineu a la Catalunya del Sud en forma d'autovia, enllaçant Figueres, Olot, Ripoll, Puigcerdà, la Seu d'Urgell, la Pobla de Segur, el Pont de Suert i Viella. Igualment hi ha projectes de desdoblament per la N-230 entre Lleida i Viella (vegeu A-14) i la N-116 entre Prada i Andorra.

### Per ferrocarril

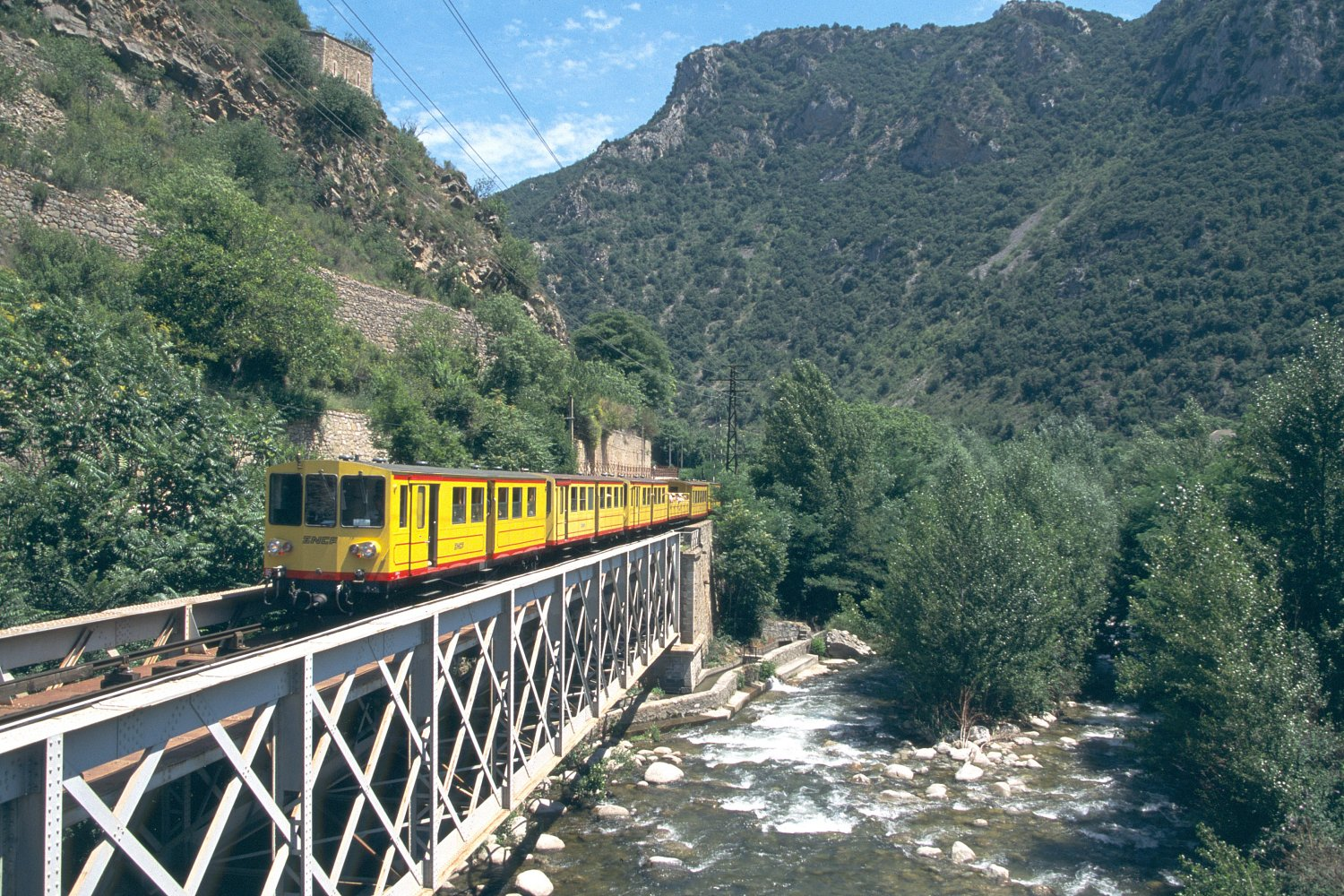
El Tren Groc recorre la vall de Tet.

El tren imita a les autopistes, salvant el Pirineu pel mediterrani (a la Marenda) i l'atlàntic (a Txingudi). La diferència de l'ample de via entre els estats espanyol i francès i les duanes fronteres feien necessaris diversos parcs ferroviaris a Irun-Hendaia, Puigcerdà-la Tor Enveig i Portbou-Cervera. Aquestes tres connexions van ser concebudes tant per a passatgers com per a mercaderies, i Irun-Hendaya i Portbou-Cervera de la Marenda acabaren emportant-se la major part del trànsit de passatgers i la totalitat del transport de mercaderies per ferrocarril. La connexió Puigcerdà-La Tor de Querol/Enveig està actualment limitada a trens regionals TER, i a un tren exprés nocturn entre La Tor de Querol/Enveig i París. De la mateixa manera, La Tor de Querol/Enveig és actualment l'estació terminal tant dels trens espanyols com dels trens francesos, ja que es va establir com a únic punt de connexió fronterer en aquesta línia, de manera que cap tren francès arriba a l'estació de Puigcerdà. La Tor de Querol-Enveig és també l'estació terminal de la línia del Tren Groc, de via estreta que connecta aquesta estació amb Vilafranca de Conflent. Des de Vilafranca de Conflent, una línia d'ample europeu comunica aquesta població nord-catalana amb Perpinyà.
També a principis del segle xx, es va projectar i construir un eix ferroviari central que connectava Saragossa (Aragó) i Pau (Bearn, Aquitània) a través de Canfranc i el túnel fronterer de Somport. A Canfranc, s'hi va construir l'estació internacional on confluïen les xarxes ferroviàries espanyola (en ample ibèric) i francesa (en ample internacional o UIC). La línia fou inaugurada el dia 18 de juliol de 1928 i va romandre en servei fins que l'any 1936 es va tancar el túnel de Somport al trànsit a causa de la guerra civil espanyola. A partir de l'any 1940 es va reobrir el trànsit fins a l'any 1970; el descarrilament d'un tren de mercaderies a la part francesa de la línia va provocar l'enderroc del pont de l'Estanguet que, mai seria reparat i, per tant, feia aquell tram de la línia totalment impracticable. Aquest pont, continua avui en dia sense haver estat reparat, comportant que el tram entre Canfranc i Oloron està fora de servei. Des de l'any 1970, la línia segueix oberta al servei entre Saragossa i estació de Canfranc, actualment amb dos trens Regionals al dia per sentit, de Renfe Operadora. A la part francesa de la línia està previst de reobrir el tram Canfranc-Oloron en uns quants anys.
Al segle xix i XX, l'època daurada del ferrocarril, moltes línies foren construïdes al Pirineu. Alguns dels trens que antigament connectava la muntanya amb la plana s'han convertit ara en atraccions turístiques. Entre ells, el ja citat Tren Groc del Conflent i la Cerdanya, el Tren Càtar del País Fenolledès i el Tren de l'Alt Llobregat o Tren del Ciment, a La Pobla de Lillet, i que aprofita un petit tram de l'antic carrilet miner del Berguedà.
Pel que fa a trens cremallera que tenen una important funció turística, hi ha el de Cremallera de Larrun, i el Cremallera de la Vall de Núria.
A nivell de projectes, està en estudi una connexió ferroviaria amb Andorra, a través de la Seu d'Urgell, com a eixample de la línia Barcelona-Puigcerdà, o la Lleida-La Pobla de Segur.

### Per l'aire
A Tolosa i a Barcelona hi ha els aeroports més importants de la zona. D'altres aeroports propers o al Pirineu són l'aeroport de Pamplona, l'Aeroport de Sant Sebastià, l'Aeroport de Girona – Costa Brava, l'Aeroport de Perpinyà, l'aeroport de Tarba, l'aeroport de la Seu d'Urgell, l'aeroport de Pau, l'aeroport de Baiona i l'aeroport de Lleida-Alguaire.

## Economia i turisme
Vegeu també Llista d'estacions d'esquí dels Pirineus.

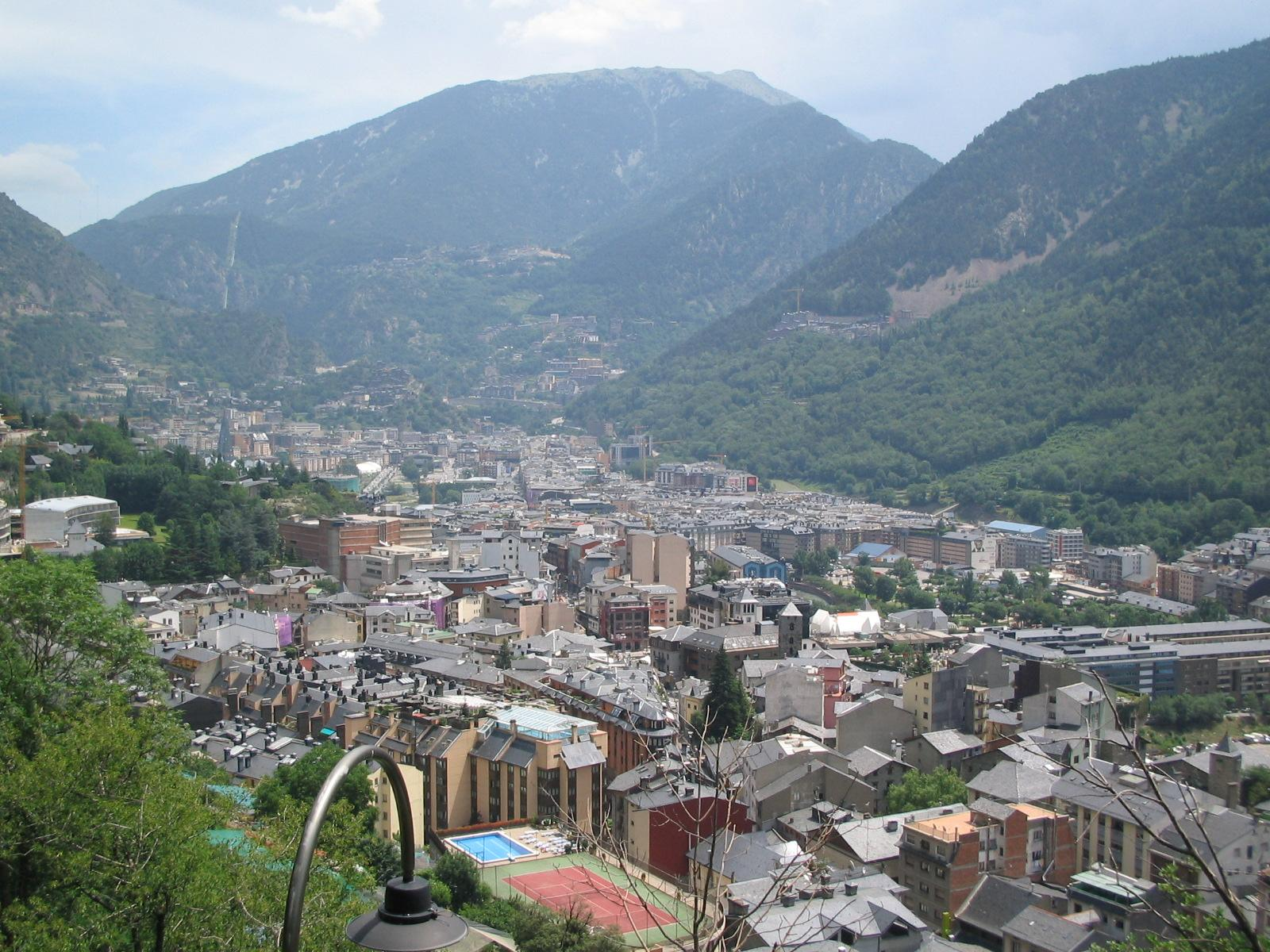
Andorra la Vella, la vila més poblada de l'Alt Pirineu (+ la vila d'Escaldes-Engordany, en segon pla a la foto)

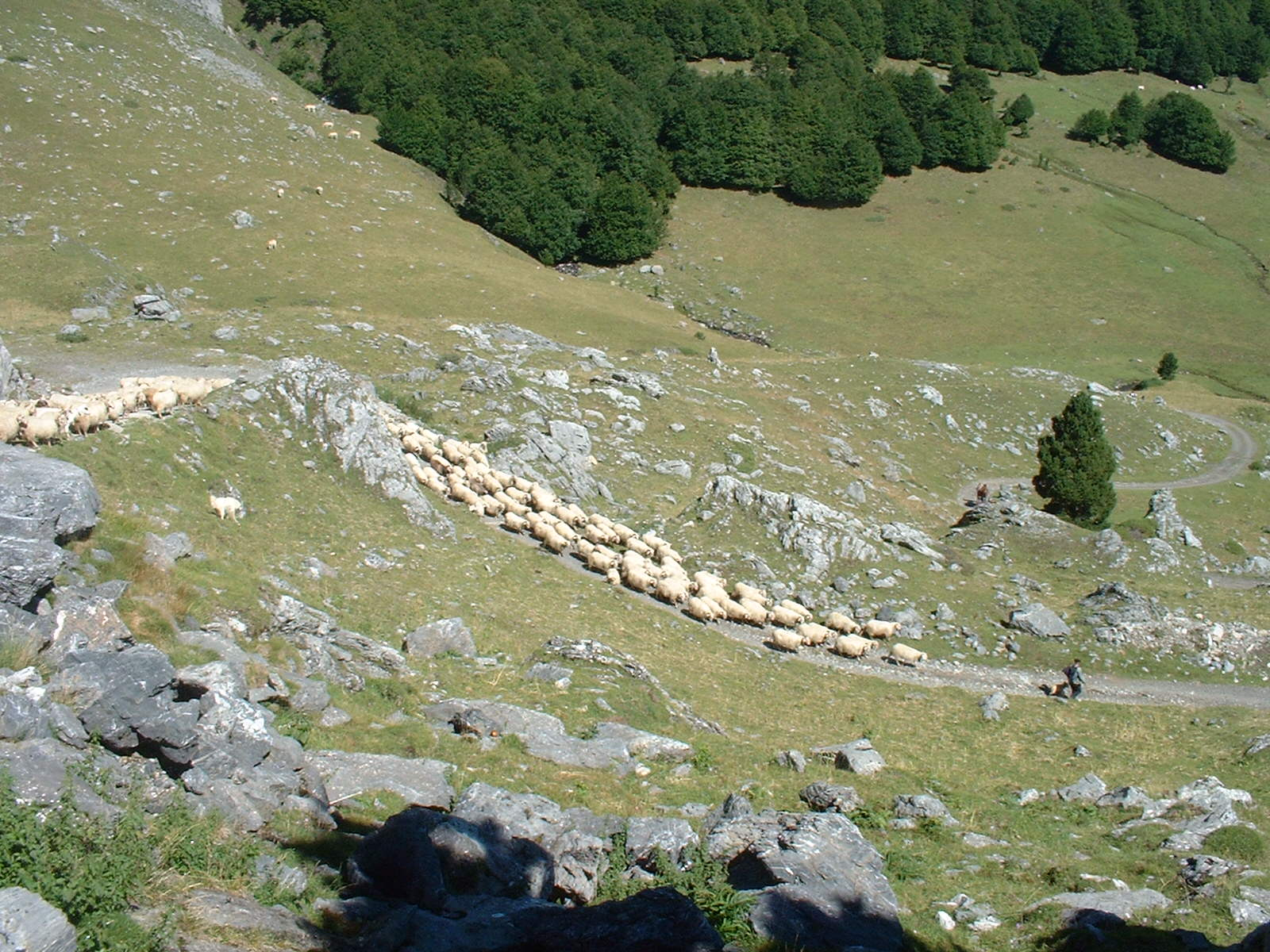
Ramaderia al Parc Nacional dels Pirineus.

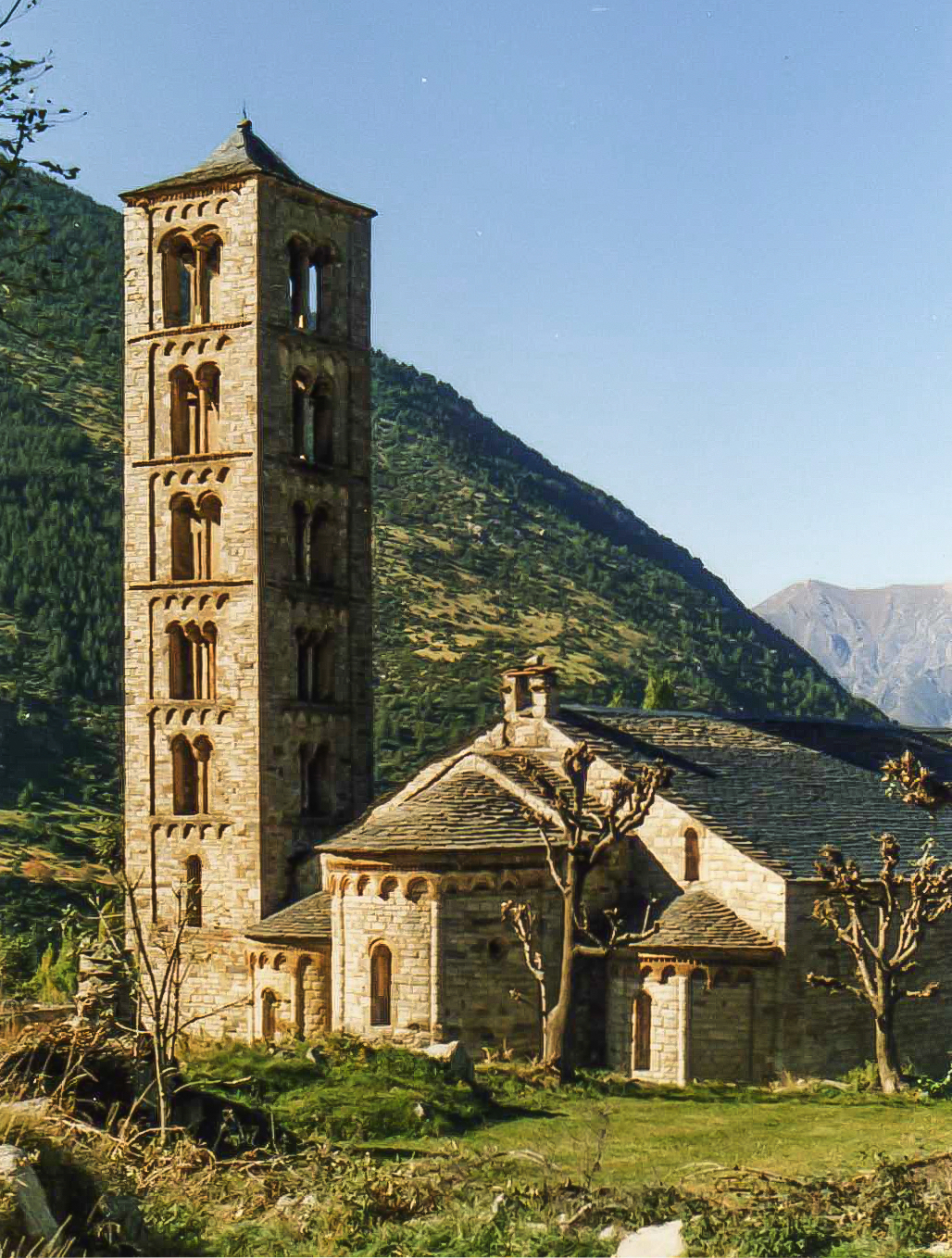
Sant Climent de Taüll, exemple del romànic del Pirineu.

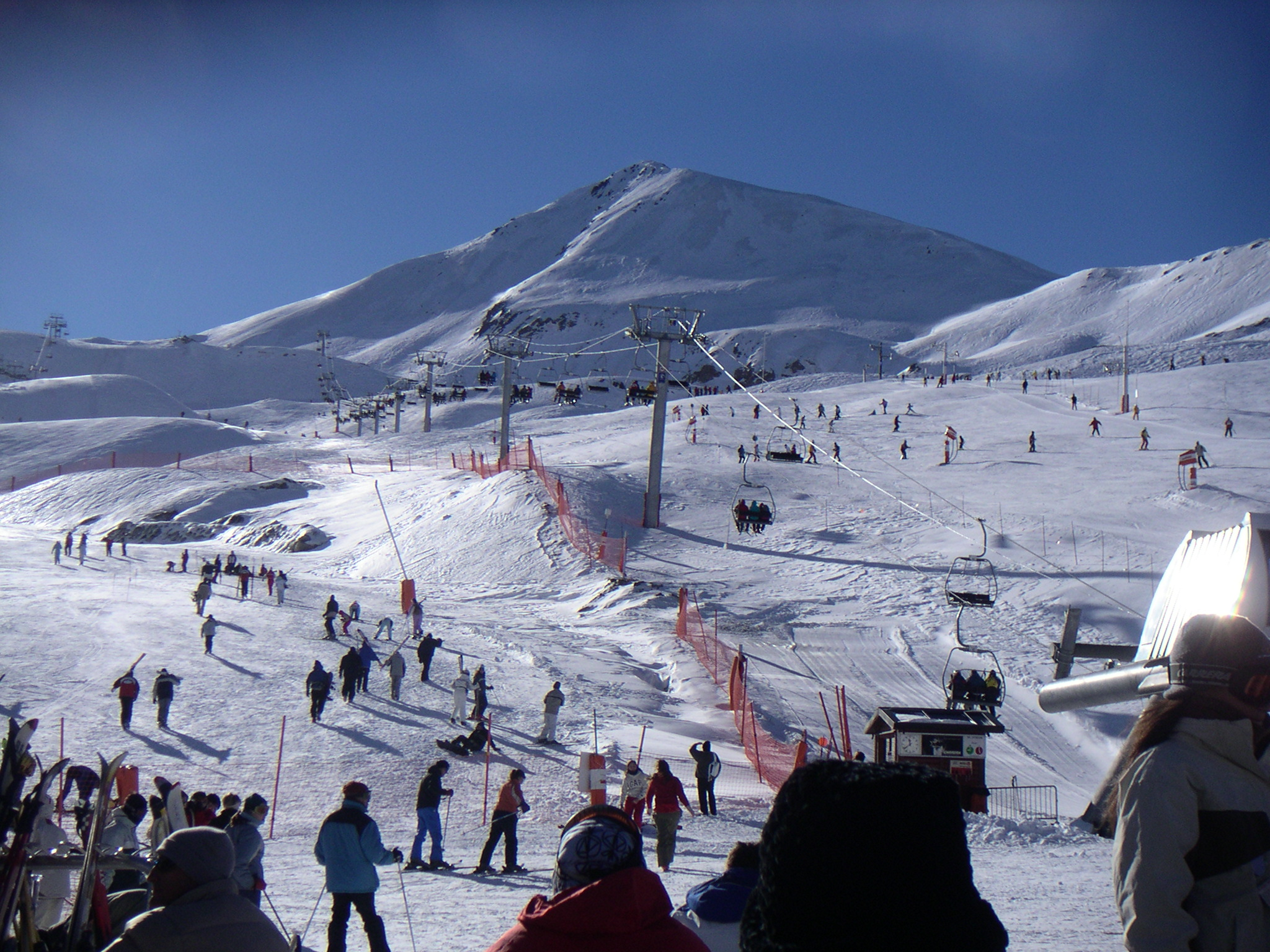
Boí Taüll estació d'esquí.

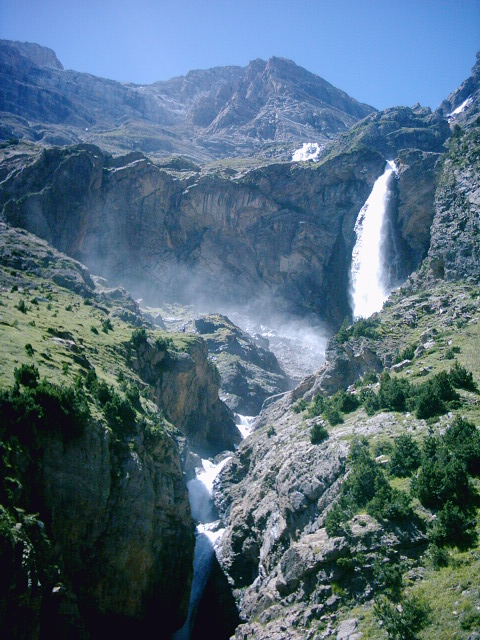
Atraccions naturals del Pirineu: Parc Nacional d'Ordesa.

Les principals font d'ingressos al Pirineu són el turisme, especialment a Andorra, la Vall d'Aran i la Cerdanya, la ramaderia i d'altres activitats agrícoles. El turisme del Pirineu és, en termes generals, un turisme alpí basat en els esports d'hivern, sobretot l'esquí i a més el senderisme, l'ecoturisme i el turisme rural generalment.
A més a més, el Pirineu té un gran prestigi la tradicional explotació de les grans masses forestals que formen bona part del seu paisatge.
Tanmateix alguns indrets ostenten atractius addicionals a la natura o les estacions d'esquí. La vall de Boí compta amb un conjunt d'esglésies romàniques classificades patrimoni de la humanitat. A Andorra, és la vall del Madriu-Perafita-Claror que té aquesta distinció, a més d'una ruta romànica molt visitada. Prada i la Catalunya Nord utilitzen la seua particularitat cultural com a atractiu turístic, igual que l'Iparralde. El Conflent i la Cerdanya fan bandera del seu tren turístic, el Tren Groc, i de les ciutadelles de Montlluís i de Vilafranca, també Patrimoni de la Humanitat. I Lorda, a Gascunya, és un centre de pelegrinatge mundial.
Darrere del turisme, l'agricultura perviu i és encara un factor important en la vida dels pobles dels Pirineus. Si a la majoria del massís la ramaderia és la principal activitat agrícola, al pirineu mediterrani, la vinya i la fruita predominen. Tanmateix, la indústria fou un element important a les valls pirinenques. Al Pirineu, les indústries més típiques eren les mines i preses, el teixit i les piscifactories, totes ara en franc retrocés. De manera d'exemple podem destacar la indústria armamentística al Pirineu navarrès o la de les mines i fargues catalanes al voltant del Canigó i a la capçalera del riu Llobregat.
El sector serveis s'ha anat desenvolupant durant el pas del temps degut al procés d'industrialització dels anys 60 i sobretot al creixement turístic on ha augmentat a partir dels anys 80. Ciutats del nord de Catalunya com ara Olot, Puigcerdà, Berga, entre altres s'han vist afavorides per el creixement d'aquest sector i avui en dia es consideren centres comercials i de servei per a la regió pirinenca.

### Ciutats i viles turístiques del Pirineu
Són poblacions que viuen principalment del turisme per la situació o proximitat amb el Pirineu.
| - Donibane Garazi - Elizondo - Lorda - Banhèras de Luishon | - Jaca - Aïnsa - Foix - Acs | - Vielha - Andorra la Vella - la Seu d'Urgell - Sort - Ripoll | - Ovança - Font-romeu - Puigcerdà - Prada - Ceret - Palalda |

### Senderisme
Les principals sendes del Pirineu són el GR 10 i el GR 11, que el travessa de l'oest a l'est pel vessant nord i sud, respectivament, ascendent fins als 2000 metres en alguns punts. Dues sendes més, ambdues de gran recorregut i no específicament relacionats amb el Pirineu, són l'històric Camí de Santiago (GR65), que creua la serralada a Donibane Garazi o per la vall de l'Aragó, i més recentment el Camí dels Països Catalans, que recorre tot el pirineu català.
D'altres camins són:
- La travessa Carros de Foc o la ruta Pedals de Foc que fan la volta del Parc nacional d'Aigüestortes.
- El GR 7 entre Andorra i Gibraltar.
- El Camí dels bons homes entre Montsegur i la Serra de Queralt al Berguedà.
- La Ruta de la Sal de la Vida entre la Costa Brava i la vall de Núria.
- La Ruta dels Segadors camí entre el Berguedà i la Cerdanya creuant la serra del Cadí.

D'altra banda, els parcs nacionals i naturals (vegeu Parcs naturals) i paratges que cobren admissió com les Gorgues de Kakoeta o les coves atrauen a milions de visitants cada any, i representen en si mateix un gran motor econòmic.

### Regions econòmiques transfrontereres
En ser tant un lloc de pas com una frontera, el Pirineu alberga uns quants projectes de cooperació o mancomunitat que agrupen zones dels dos costats de la frontera hispano-francesa:
- l'Eurociutat Basca entre Donostia i Baiona
- l'Euroregió Pirineus Mediterrània, creat el 2004
- l'Espai Català Transfronterer entre la Catalunya Nord i Girona (en projecte)
- La Xareta, una comarca i mancomunitat de serveis d'alguns pobles de Lapurdi i dos de Navarra.

## Presència humana

### Era prehistòrica
La primera presència documentada als Pirineus es troba a la Bauma Margineda (Andorra) datada en l'Epipaleolític, on també hi ha documentades ocupacions durant els períodes del Neolític i l'edat de Bronze.
Els autors clàssics citen tribus iberes que vivien al Pirineu: iacetans al pirineu central, ceretans a la Cerdanya i, possiblement, bergistans al Berguedà, olositans a la Garrotxa, Andosins a Andorra i Airenosis a la vall d'Aran. És possible que els vascons també en fossin part.
- segle ix aC: les tribus celtes, provinents d'Europa central, entren a la península Ibèrica a través dels Pirineus on també s'assenten, passant a ser celtibers.

### Era històrica

la Marca Hispànica.

- 219 aC: Hanníbal Barca creua els Pirineus camí a Roma. Finalment és repulsat.
- 133 aC: Els romans arriben a la península Ibèrica i durant la Segona Guerra Púnica. A poc a poc estenen la seua influència amb campanyes militars i la construcció de noves ciutats romanes. Tanmateix, aquesta invasió afecta principalment a les valls i la costa mediterrània, i al Pirineu la introducció de la cultura llatina és més lenta i menys pronunciada. Finalment Ibèria queda romantizada, passant a anomenar-se Hispània. Les províncies romanes que engloben els Pirineus als dos vessants són a l'est Autrigònia i a l'oest Tarraconense. Durant bastant temps, els bascos queden lliures del domini romà si no de la seua influència.
- Durant l'època romana, són una tribu anomenada els vascons qui ocupen la major part del pirineu sud, amb capital a Pamplona.
- 44 aC: Els romans conqueren Gàl·lia i així els Pirineus queden progressivament romanitzats.
- 507: Amb la caiguda de l'Imperi Romà, els visigots, una tribu germànica, envaeixen Hispània i estableixen el Regne de Toledo. Al nord de la serralada, s'estableix el Regne dels Francs.
- 711: Musulmans provinents del Magrib envaeixen la península i creen l'Àndalus. Malgrat arribar al Pirineu, foren repulsats fins a la conca de l'Ebre per l'emperador Carlemany, creant així la Marca Hispànica (795), d'on neixen el Comtat de Barcelona (801), el regne d'Aragó i el regne de Pamplona (825).
- 1137: Creació de la Corona d'Aragó.
- 1271:Incorporació definitiva d'Occitània a França.

### Era moderna
- 1659: El Tractat dels Pirineus divideix el Pirineu entre França i Espanya. El resultat principal és que la Catalunya Nord passa a formar part de França. Andorra continua com a vassall del bisbe de la Seu d'Urgell i el Comte de Foix.
- Després de la Revolució Francesa, els territoris francopirinencs queden divides en els departaments de Pirineus Atlàntics, Alts Pirineus, Alta Garona, Arieja, i Pirineus Orientals.
- Durant la Guerra civil espanyola i la Segona Guerra Mundial milícies anti-feixistes, anomenades generalment com a Maquis ("garriga", on vivien), eren actius per tot el Pirineu. Vegeu invasió de la Vall d'Aran (1944).
- 1978: La Constitució de l'estat espanyol crea les comunitats autònomes d'Euskadi, Aragó i Catalunya. Navarra continua com a província foral.
- 1979: la Constitució de l'estat francès crea les regions d'Aquitània, Migdia-Pirineus i Llenguadoc-Rosselló.
- 1991: Andorra esdevé una democràcia parlamentària.

Articles relacionats: Història d'Espanya, Història de França, Història de Catalunya, Història d'Occitània, Història d'Aragó, Història de Navarra, Història d'Andorra.

## Construccions humanes als Pirineus

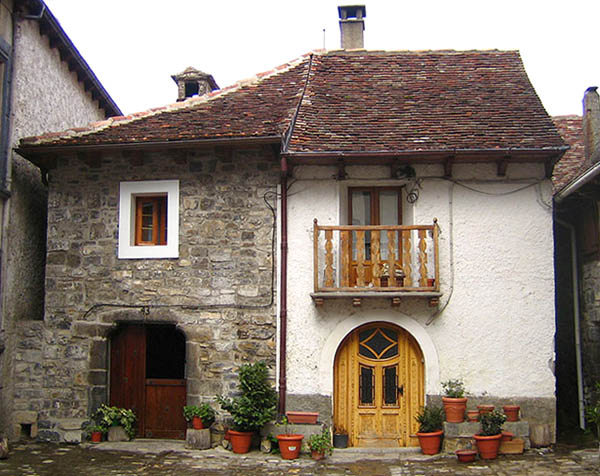
Casa d'estil altaragonès (esq.) i casa d'estil bascopirinenc (dreta), a Ansó, Osca.

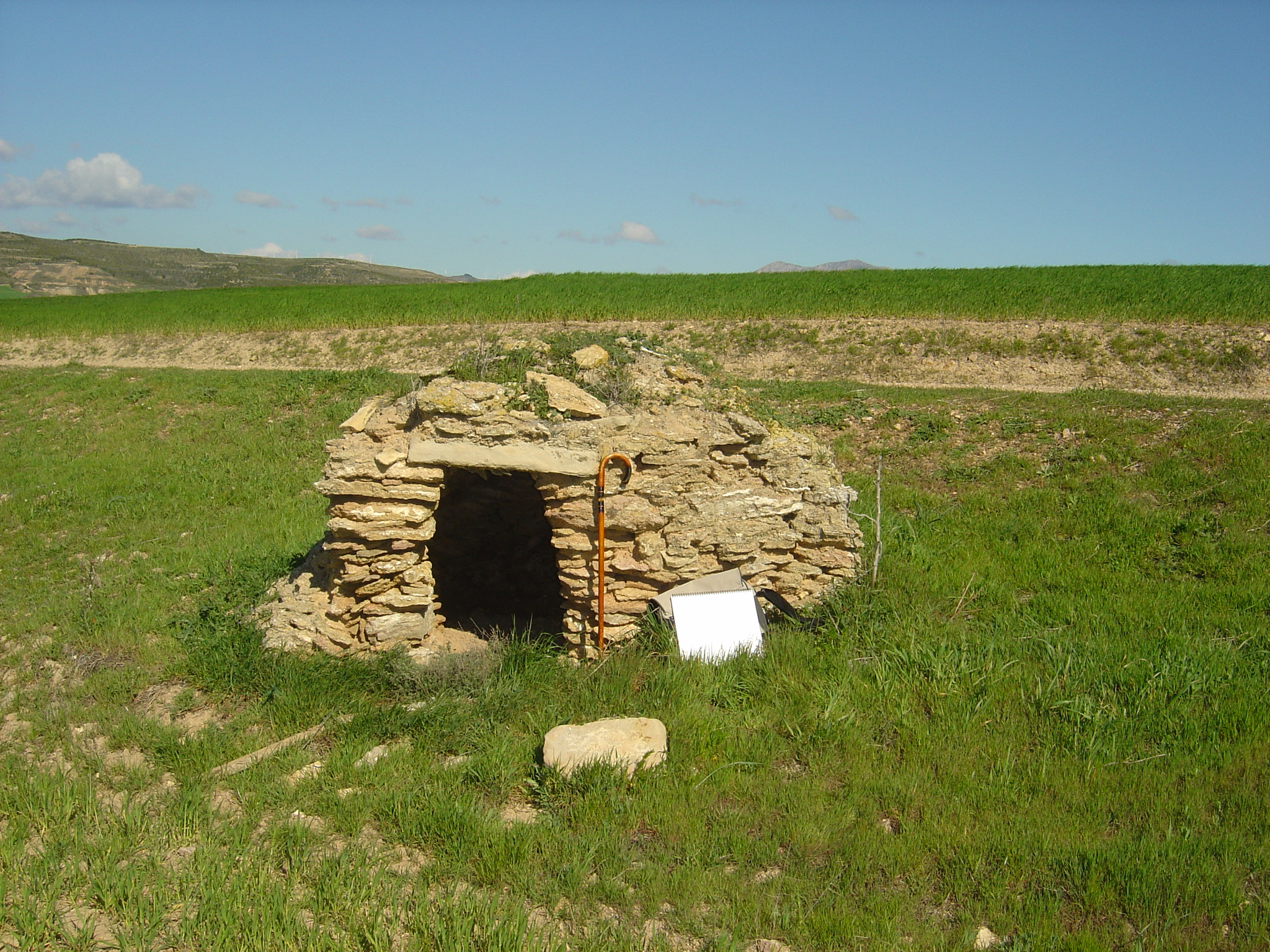
Refugi primitiu, Navarra.

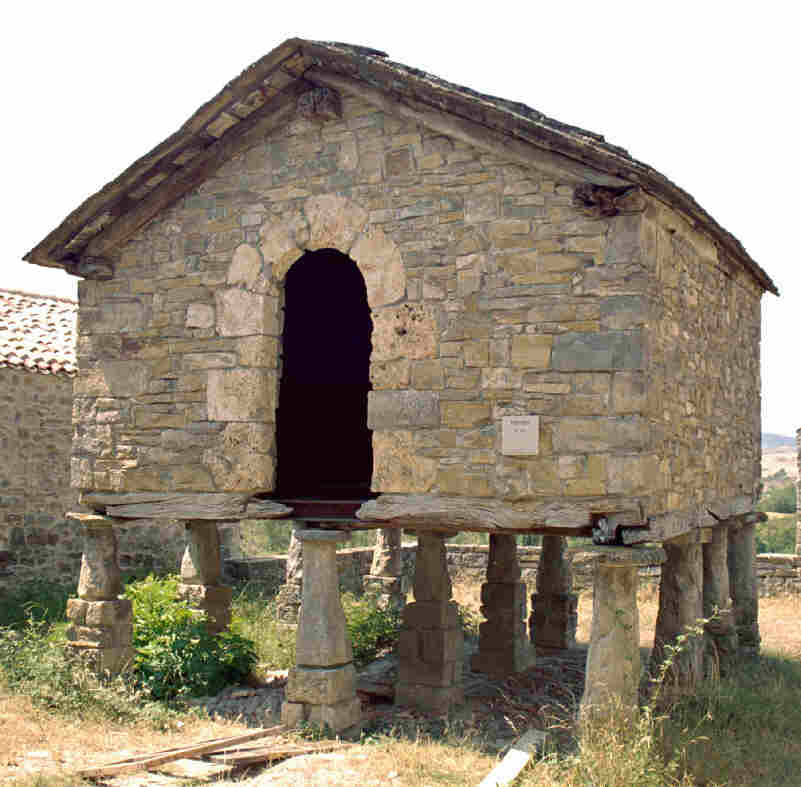
Un hórreo a Navarra.

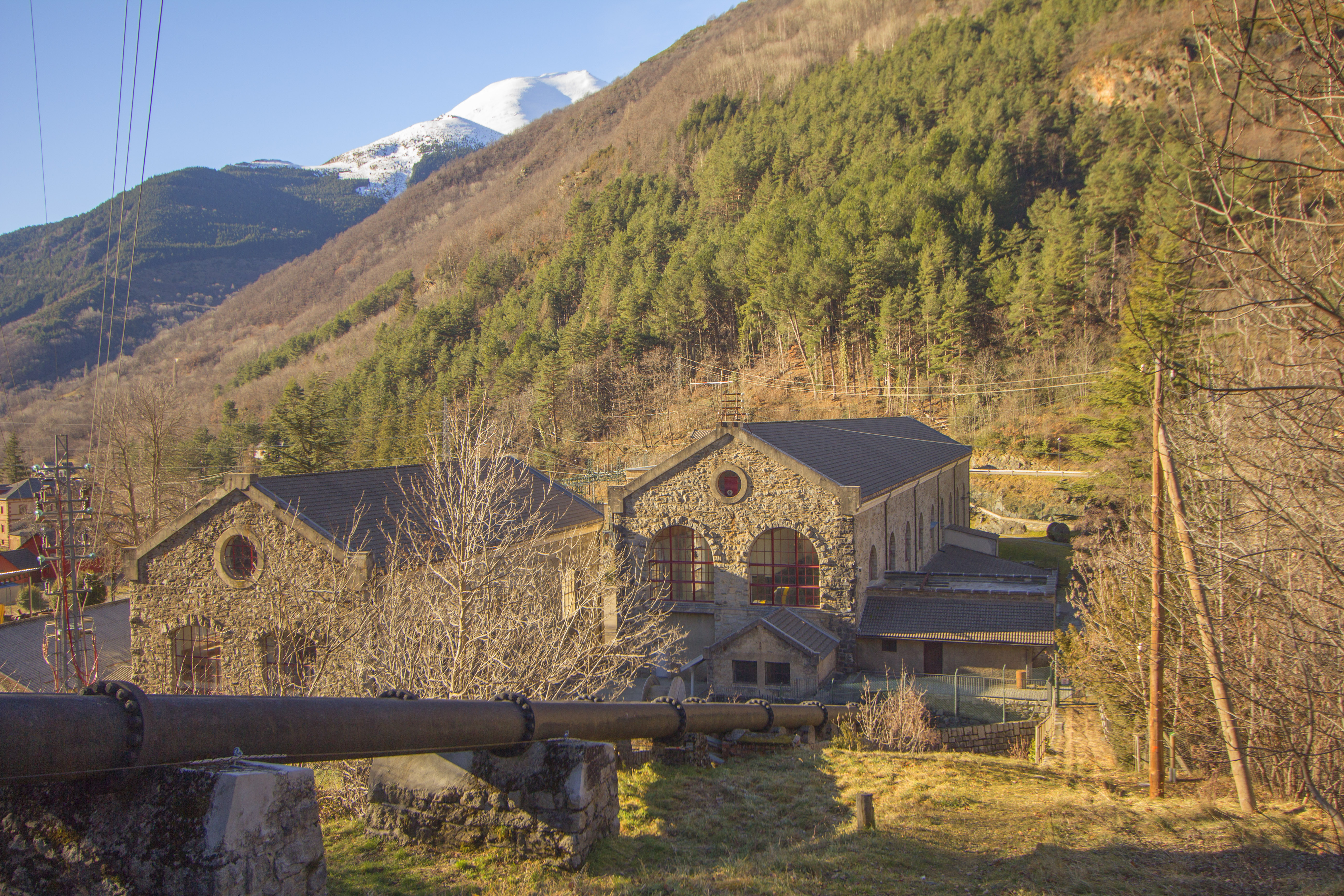
Central hidroelèctrica de Cabdella.

El Pirineu ha generat una arquitectura específica tant pel seu clima com per les diverses cultures que l'ocupen. Com a bressol de nacions (la basca, aragonesa, occitana i catalana), conserva les construccions més antigues d'aquests pobles, moltes vegades a conseqüència de la llunyania de la serralada dels principals centres de població moderna i l'escassedat de pressió urbanística. Moltes d'aquestes construccions són protegides com a patrimoni regional, nacional, o en alguns casos, de la humanitat.
Entre el patrimoni arquitectònic pirinenc, hi ha:
- Hórreos, típica construcció del pirineu basc (especialment la vall d'Aezkoa) utilitzada com a rebost exterior o graner. Té la forma d'una caseta aixecada en quatre potes per tal de mantenir els aliments secs.
- Refugis, des dels més humils fets amb pedra seca fins als moderns complexos com el de la vall de Núria. Originàriament un lloc on els pastors s'aixoplugaven, ara el terme és més conegut en referència amb el senderisme i als parcs i reserves naturals, on el govern se n'encarrega de conservar i abastir. Vegeu Refugis del Pirineu català.
- Edificis militars: El castell és una estructura típica a tota la península, i nogenysmenys als Pirineus, on en hi ha bons exemples com els castells càtars, la Casa de la Vall d'Andorra o els castells dissenyats per Vauban al segle xviii. La dictadura franquista va construir entre 1944 i 1948 la línia P,[22] una barrera defensiva desplegada al llarg del vessant sud del Pirineu per evitar que, depenent de les èpoques, els maquis, el Tercer Reich o els Aliats penetressin al territori espanyol. Estava composta teòricament per uns búnquers, dels quals uns 6.000 van ser acabats. Cap al 1980 es van abandonar definitivament.
- Edificis civils: Alguns destaquen per la seua modernitat. Un exemple és el Centre Termolúdic Caldea, a Andorra.
- Centrals hidroelèctriques i embassaments: En el segle XX es van construir abundants embassaments i centrals hidroelèctriques per l'aprofitament dels rius; destaquen la Central hidroelèctrica de Cabdella i la Central hidroelèctrica de Talarn, ambdós construïdes en la dècada de 1910. Amb les centrals hidroelèctriques arribaren també les línies elèctriques aèries, per transportar l'electricitat als centres consumidors. La primera línia elèctrica que travessà els Pirineus es construí el 1929, i connectava la central hidroelèctrica de Cledes, a la vall d'Aran, amb la subestació elèctrica de la Pobla de Segur a través del port de la Bonaigua.
- Vies de comunicació: En el segle XIX es van preveure diverses línies de Ferrocarrils Transpirinencs, de les quals només ha reeixit la línia de Puigcerdà. L'Estació de Canfranc, a Espanya, d'estil neoclassicista i súmmum del patrimoni ferroviari pirinenc, és en procés de recuperació.
- Edificis religiosos: Les muntanyes són plenes d'esglésies i ermites romàniques o fins i tot preromàniques a cada vall i cim. Destaquen les esglésies romàniques de la Vall de Boí, patrimoni de la humanitat. La portada del monestir de Santa Maria de Ripoll és considerat el millor exemple del romànic català, sent obra de l'escola de Ripoll, la qual ha dissenyat o influenciat la major part de les esglésies catalanopirinenques. Caldria parar esment també en el santuari de Lorda, centre de pelegrinatge.
- Monuments: Hi destaquen els Cròmlechs, monuments megalítics de culte pagà.

## Mitologia

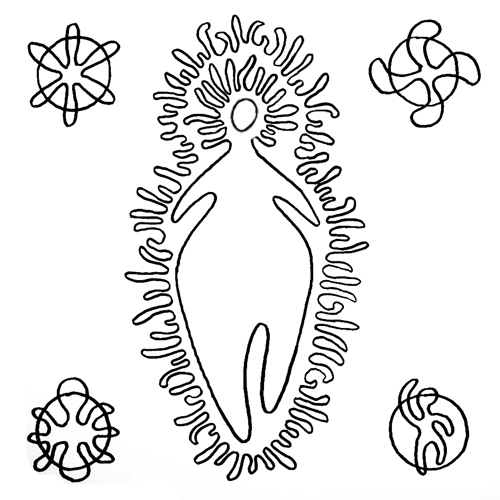
Lamin basc, figura mitològica típica al pirineu basc.

Segons la mitologia grega, els Pirineus els creà Heracles, en amuntegar pedres per enterrar la princesa Pirena. Segons la geologia, es van formar a l'Era Terciària, amb el plegament alpí.
Els Pirineus és un lloc molt adient per a la creació de contes i llegendes de fades, monstres i herois. Hi ha moltes formacions rocoses que per la seua estranya posició o forma han creat al seu voltant tota mena d'històries. Igualment, els boscos i rius salvatges i immensos, i el temps imprevisible i radical, dona a la figura de la natura (i els seus agents) un fort poder místic entre els oriünds.
La serralada és alhora un lloc de pas des de la prehistòria (vegeu presència humana) però també aïllat dels nuclis de població. Això ha endarrerit l'avanç de la religió cristiana i en general, de la modernitat. Hi ha evidències de cultes molt antics, per exemple els Cròmlech de Donibane Garazi, i també de déus locals. Les deïtats paganes perderen força a favor de figures fantàstiques que no suposaven cap conflicte amb la culta cristiana. Aquestes figures prenien vida sobretot entre els pastors com a protecció del mal. D'aquesta manera la superstició pre-cristiana no feia més que enllaçar amb el nouvingut cristianisme, creant llegendes que, mentre incorporen el tret cristià d'un Déu judicial i sever, no deixaven de fer servir els caràcters de sempre com els gegants i donets. En forma d'exemple, al pirineu català hi ha la llegenda dels Encantats, dos caçadors “fugits de missa” a la recerca d'un isard i en ser maleïts es transformaren en pedra.
De manera general podem parlar de contes de gegants a l'alt pirineu central i oriental, i de laminak (fades basques), minairons (fades catalanes) i bruixes a les serres més modestes. La bruixa és un símbol de molts pobles, i a Zugarramurdi hi ha un museu de les bruixes. El mateix misticisme converteix moltes muntanyes en déus o espérits, com el Puigmal o l'Aneto. Igualment hi ha una alta quantitat de rius i boscos encantats, o habitats per esperits, follets o d'altres criatures.
Malgrat que la majoria d'aquestes llegendes segurament provenen de la prehistòria, no significa que no en néixen noves. Tal és el cas amb la Bretxa de Rotllan, un pas de muntanya suposadament obert a tall d'espasa per en Rotllan. Es basa en el fet real de la batalla de Roncesvalls al 778.
Fins avui en dia, les festes paganes tenen forta significància als Pirineus, com és el cas de la Nit de Sant Joan o les Falles del Pallars.

## Llengües del Pirineu
Els Pirineus territoris de tres estats (Espanya, Andorra i França) i, pel que fa a les llengües, quatre que li són pròpies (català, occità, aragonès i basc) i cinc que hi són oficials (català, occità, basc, castellà i francès). Reben els següents noms en les llengües dels territoris que ocupen: en català «Pirineu» o «Pirineus»; en aragonès «Perinés»; en basc «Pirinioak»; en occità «Pirenèus»; en francès «Pyrénées»; en espanyol «Pirineos». El català és oficial a Andorra i co-oficial a Catalunya (però no a la Ribagorça i la Catalunya Nord, malgrat que s'hi parla). El castellà i el francès són oficials al vessant meridional i septentrional de la serralada respectivament. El basc és co-oficial a País Basc del Sud, però no al País basc del Nord. L'occità és co-oficial a la Vall d'Aran. L'única llengua pirinenca que no gaudeix d'oficialitat a cap territori és l'aragonès, parlat a tot el Pirineu aragonès però sense estatus legal propi.

## Exemples d'estacions d'esquí pirinenques[23]
- Grandvalira (Andorra): És l'estació més gran dels Pirineus..
- Aramón Formigal: Situada al municipi de Sallent de Gállego, a l'Alt Gàllego, província d'Osca, Aragó.
- Baqueria-Beret (Naut Aran, Vall d'Aran): És l'estació amb més extensió de tot Espanya.
- Grand Tourmalet: És l'estació més gran dels Pirineus francesos 
- Boi-Taüll (la Vall de Boí, Alta Ribagorça): És l'estació més alta dels Pirineus.
- Cerler (Benasc, Ribagorça aragonesa): Aquesta estació està caracteritzada per oferir-nos unes de les millors vistes de tot el Pirineu.

## Fotografies

Pic de Marboré
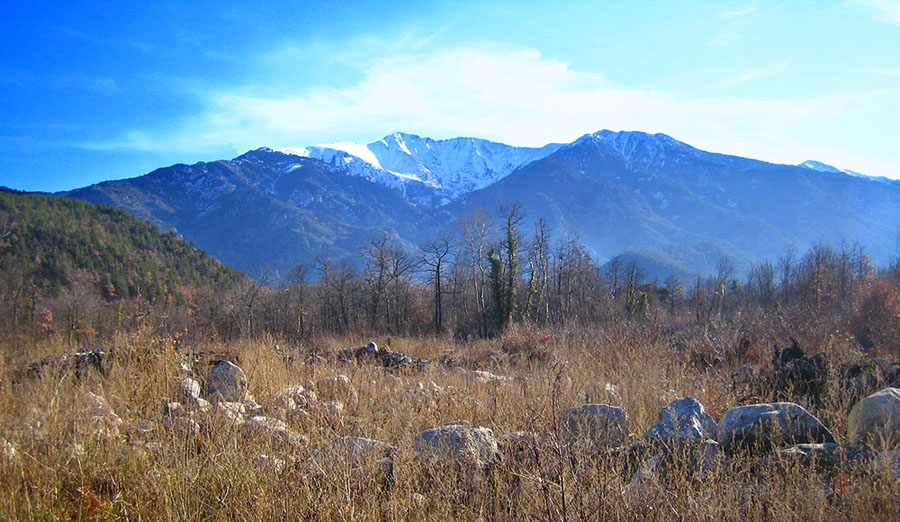
Pic del Canigó
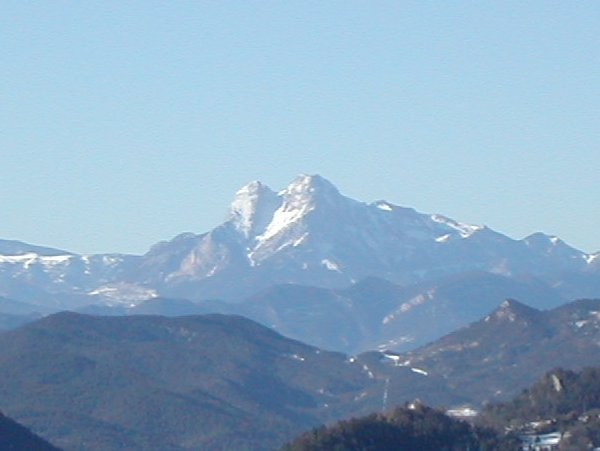
Pedraforca
Penya Foradada a la vall de Gàllego
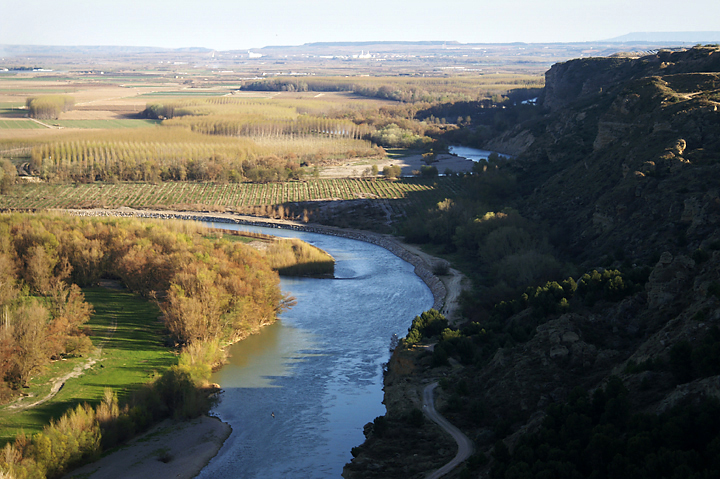
Riu Aragó a Navarra
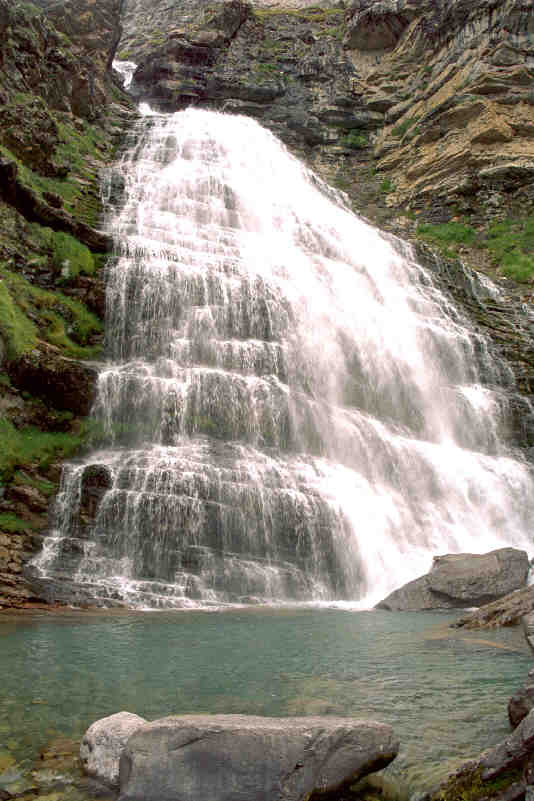
Salt d'aigua al Parc Nacional d'Ordesa i Munt Perdut
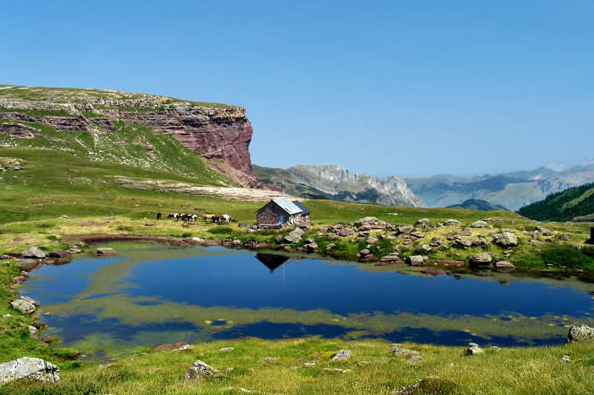
Llac gorgues a Bearn
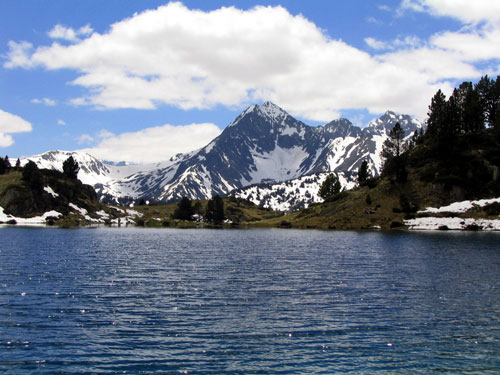
Pic de Bugatet
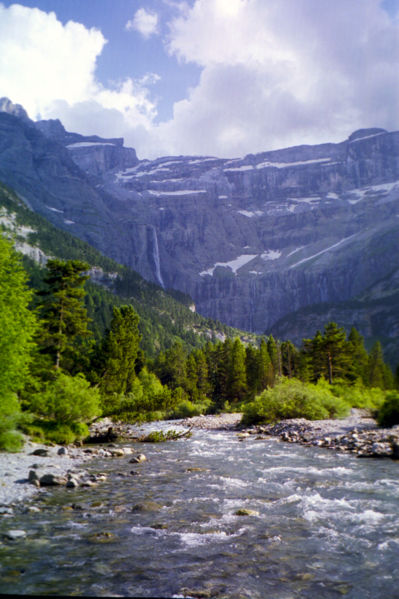
Circ de Gavarnia
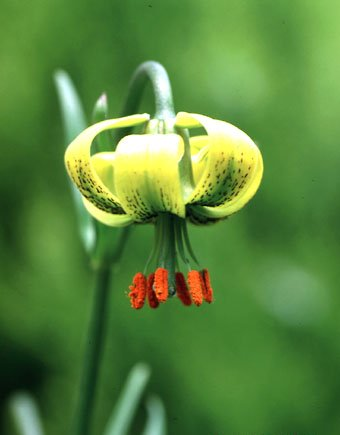
lliri dels Pirineus
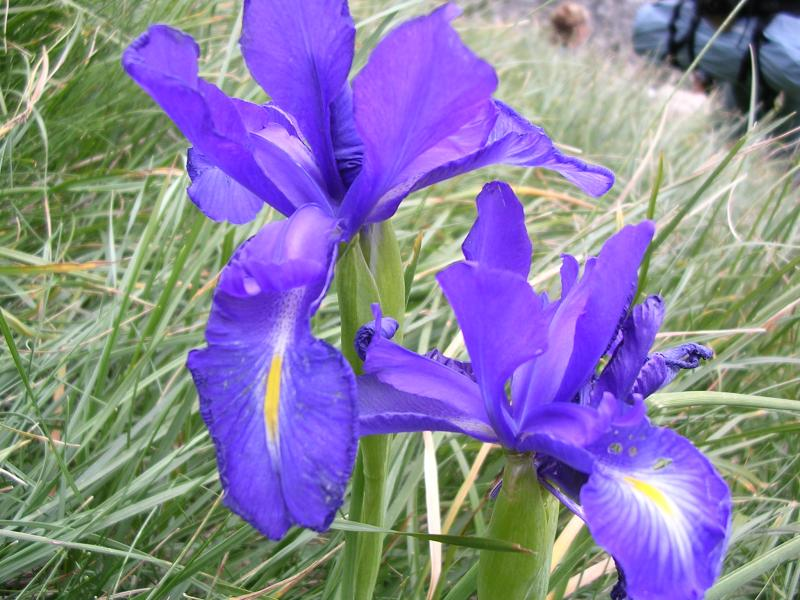
Iris del Pirineu
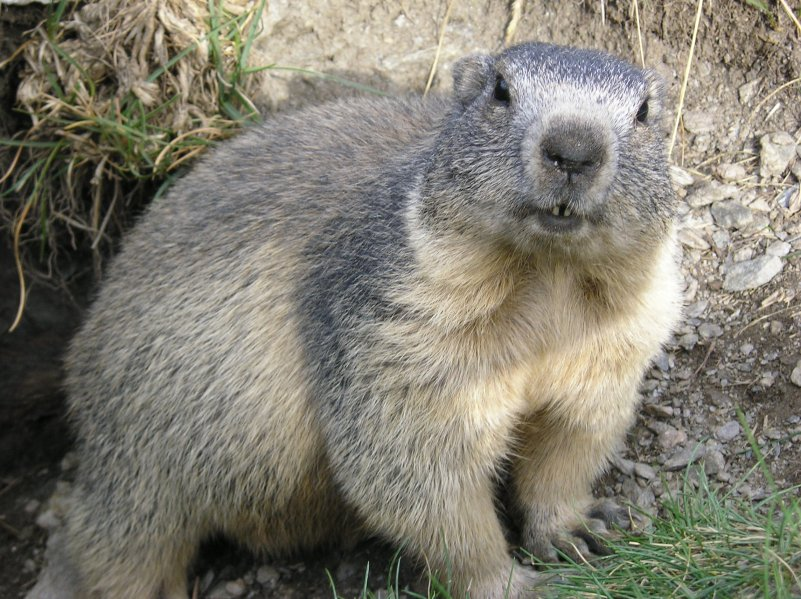
Marmota
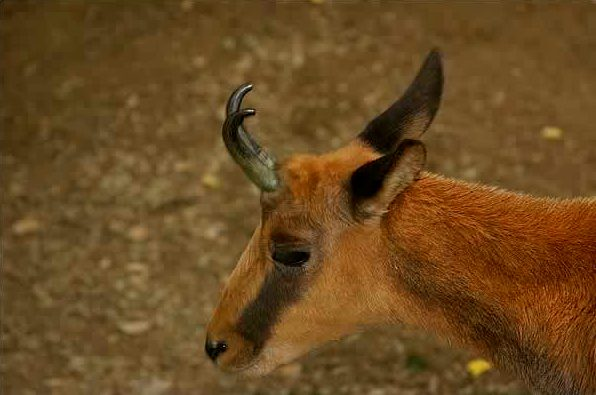
Isard
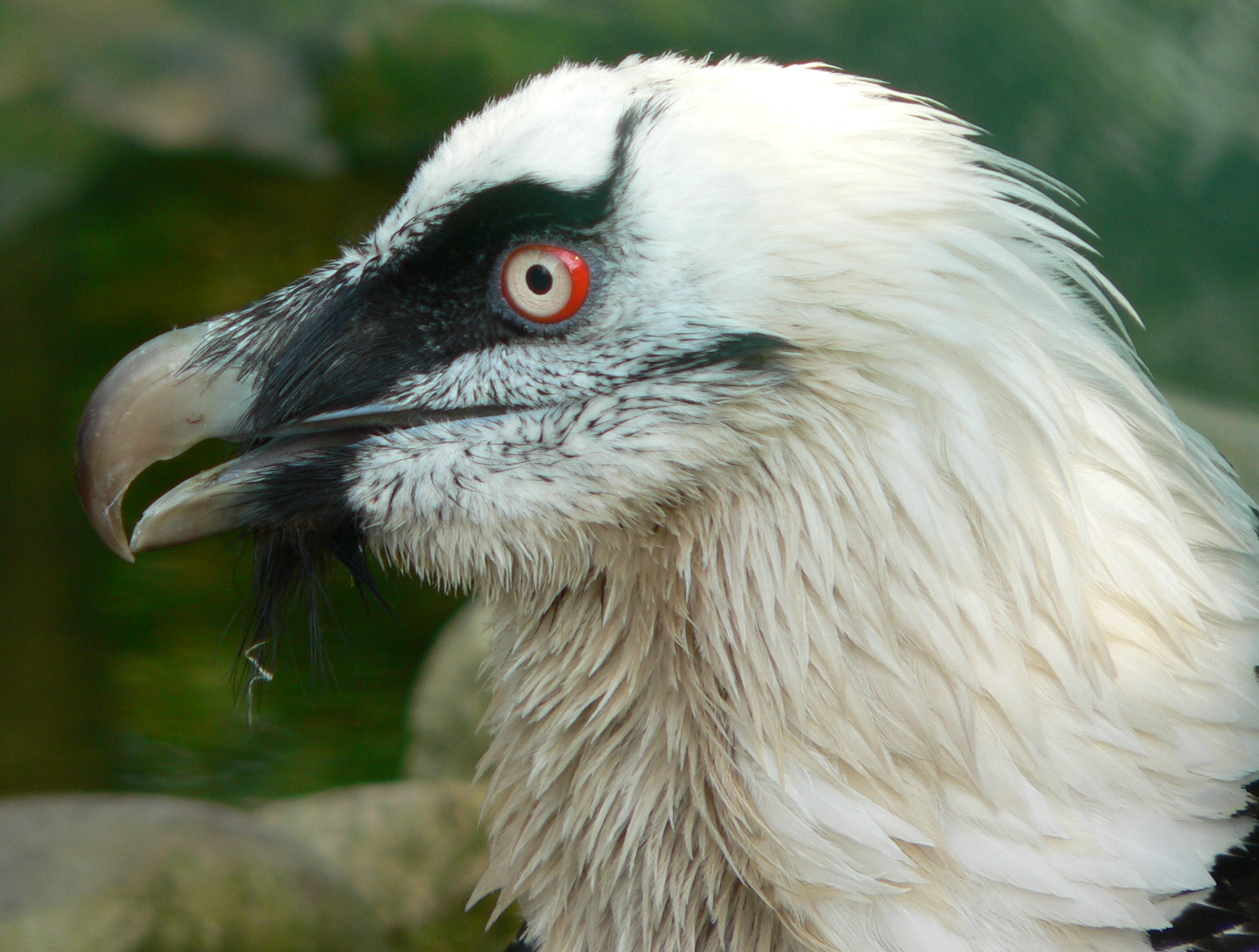
Trencalòs
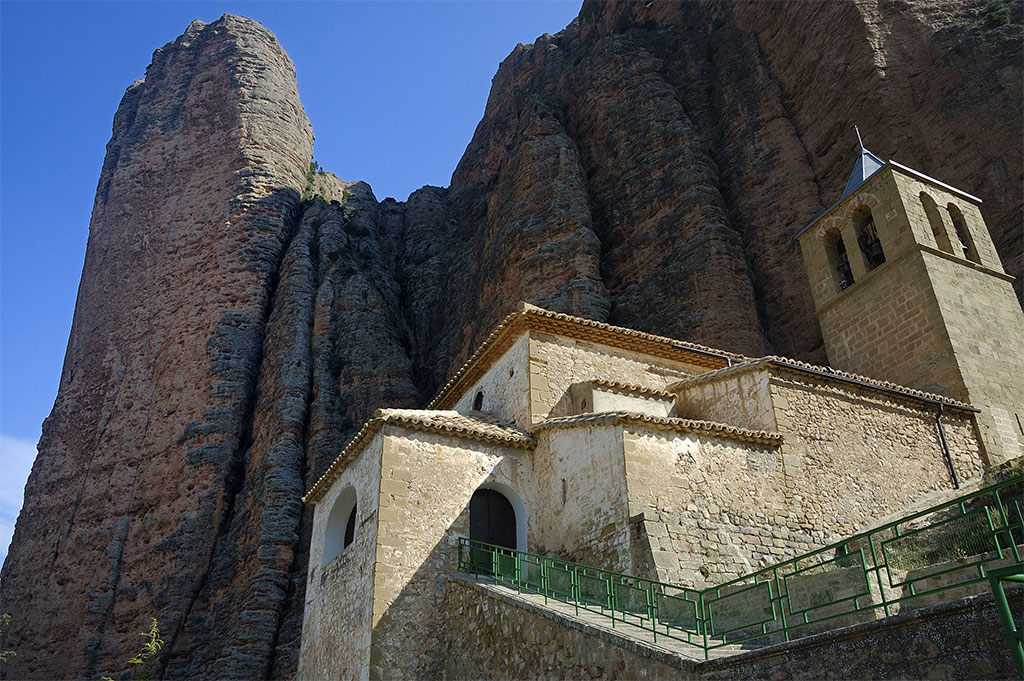
Mallos de Riglos
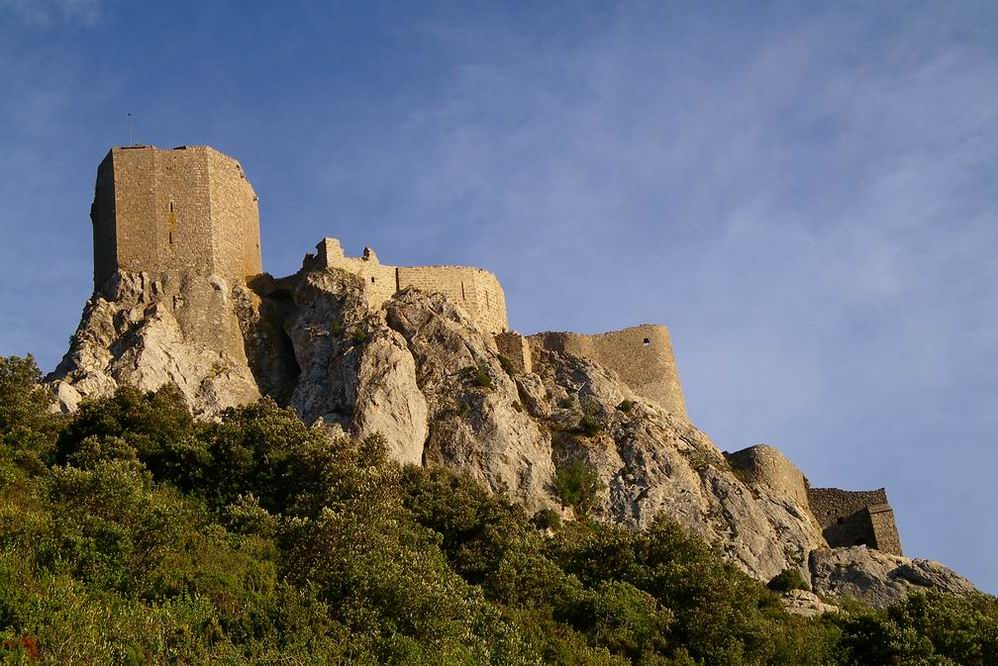
Castell de Querbús
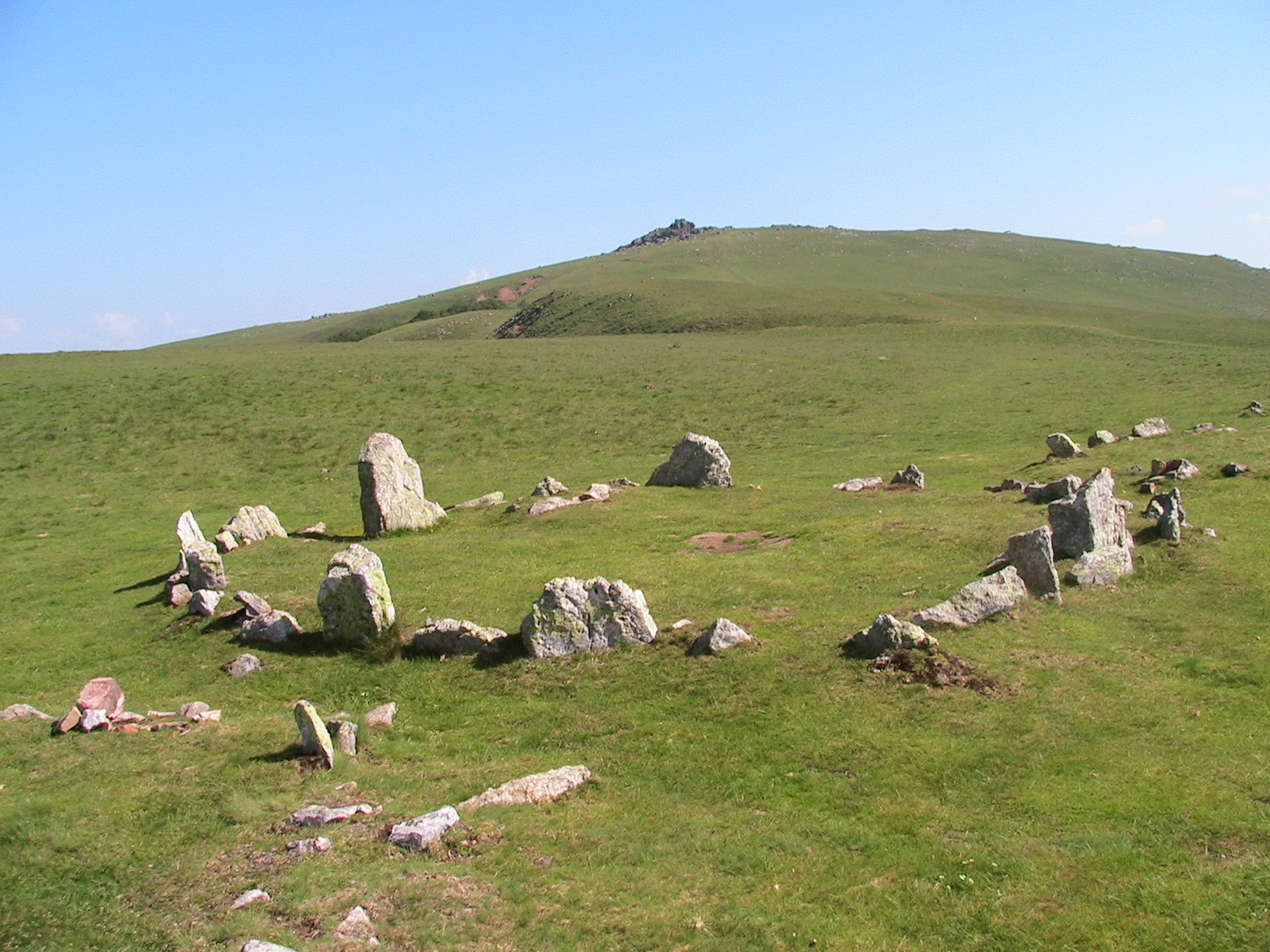
Cromlech al sud-est de Donibane Garazi
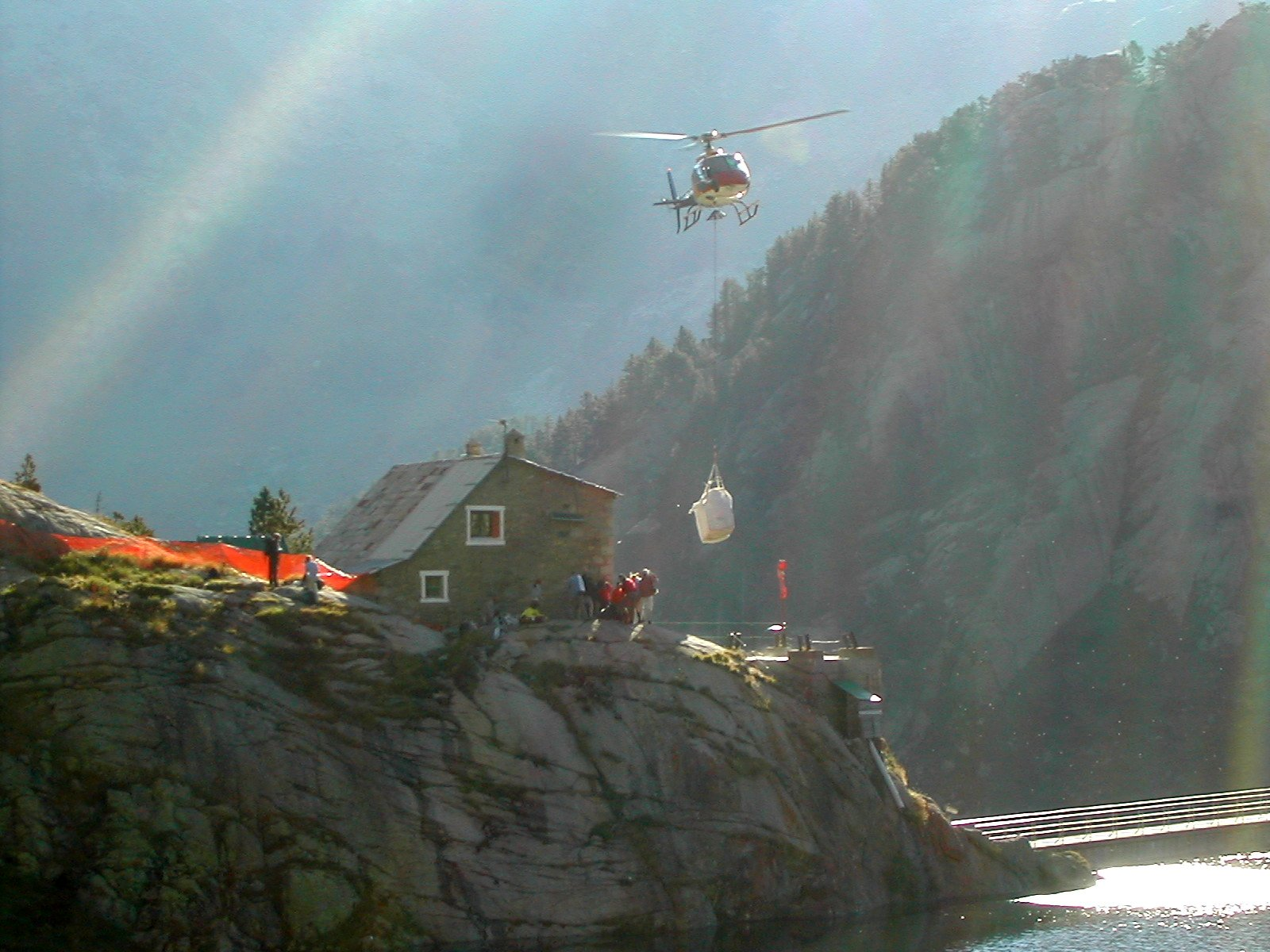
Refugi de Colomers, Aigüestortes
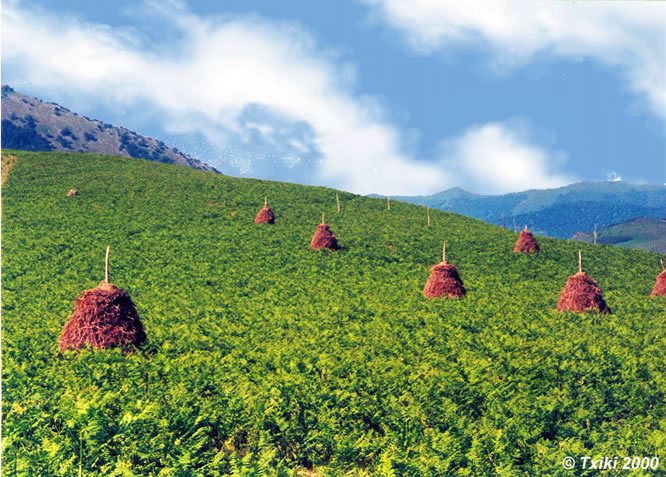
Camps de Navarra
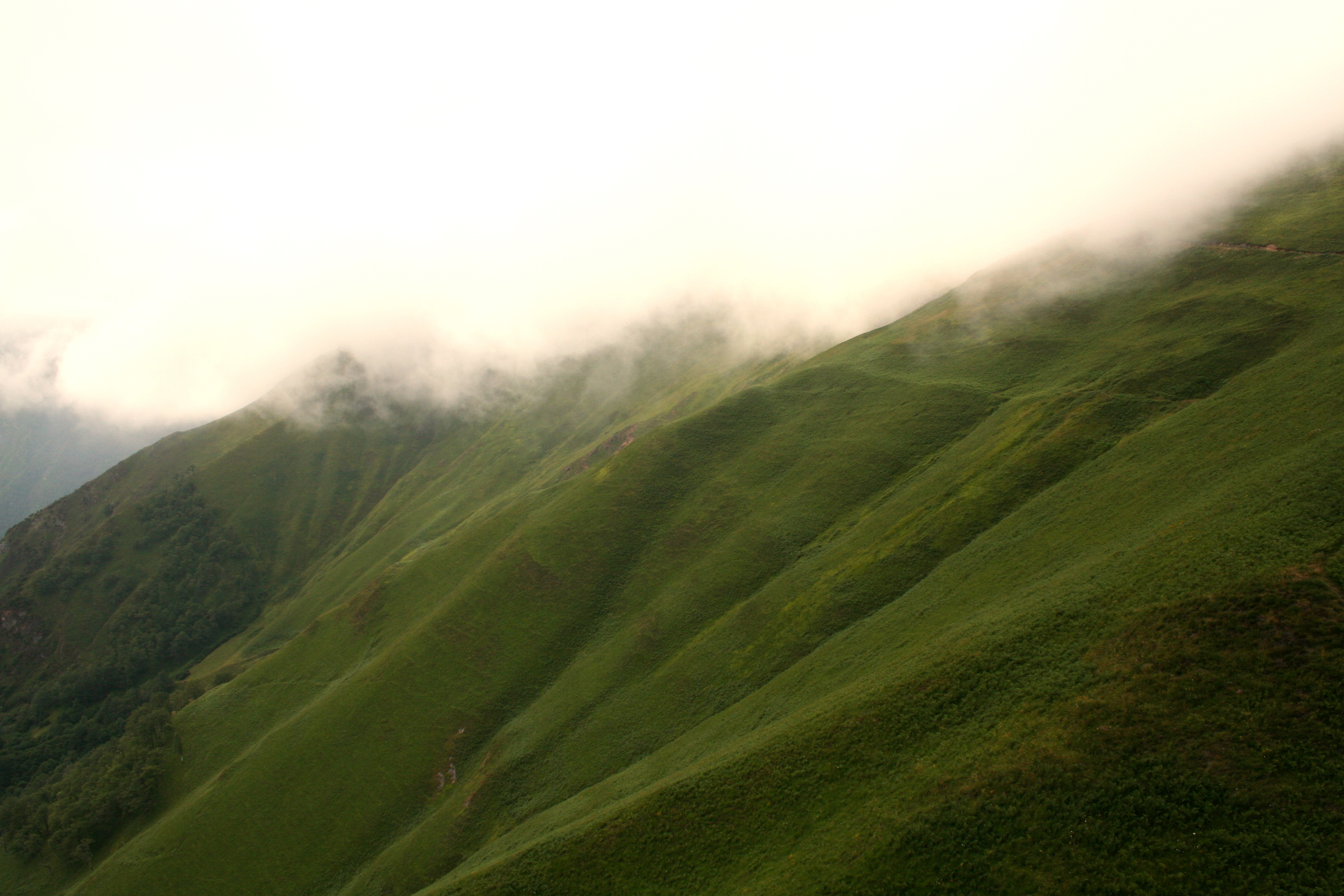
Vall pirinenca amb boira
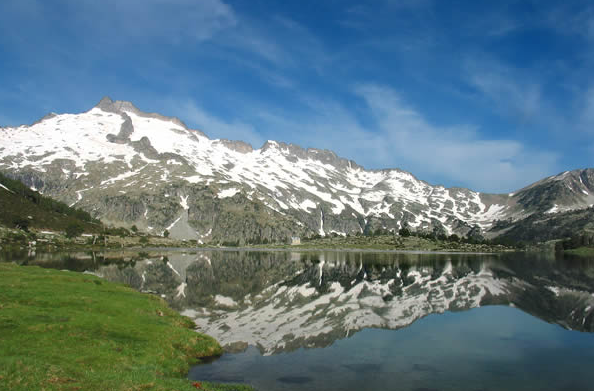
Neouville i l'estany d'Aumar
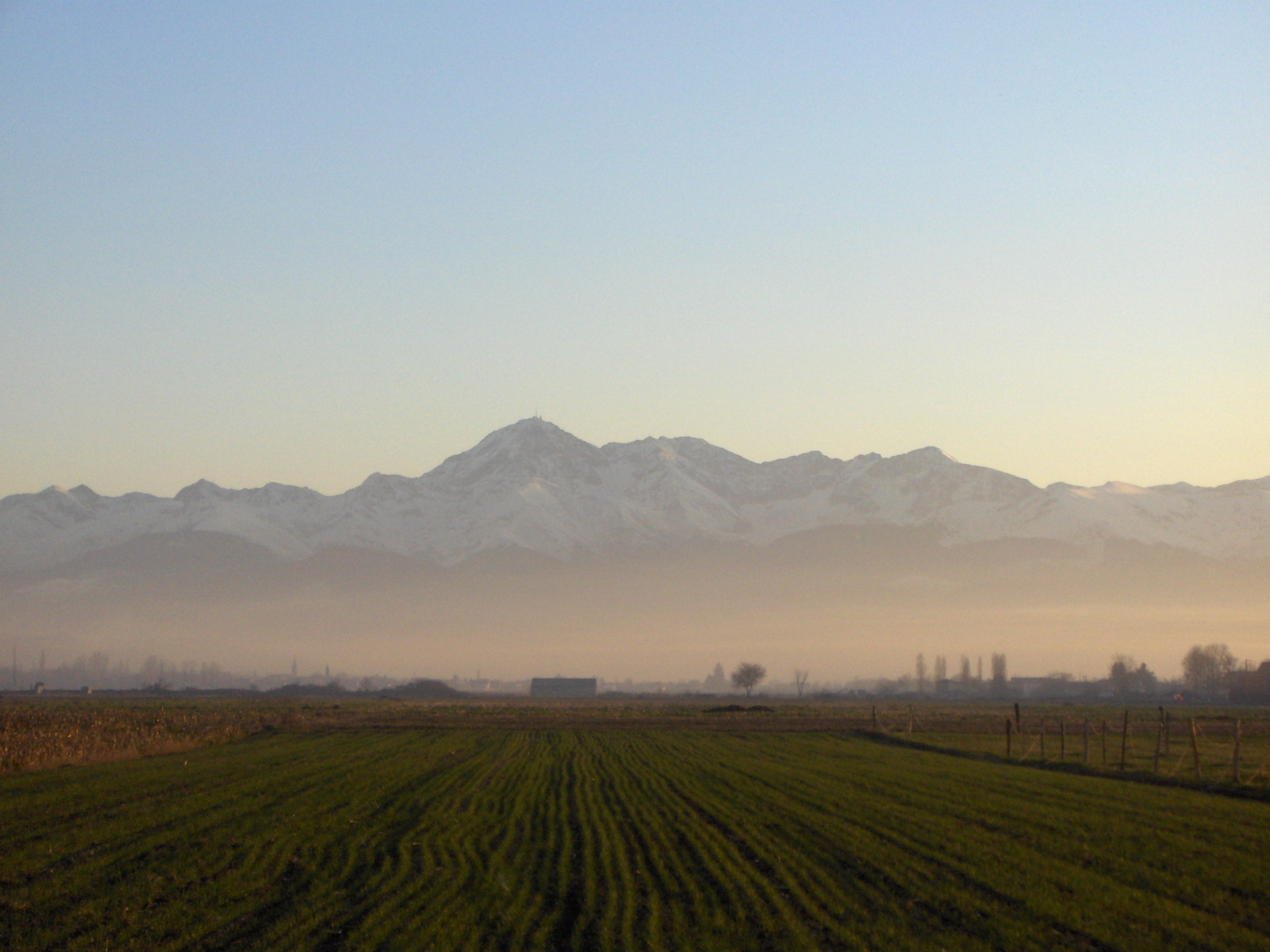
Pic de Midi de Bigorre des de l'Adur
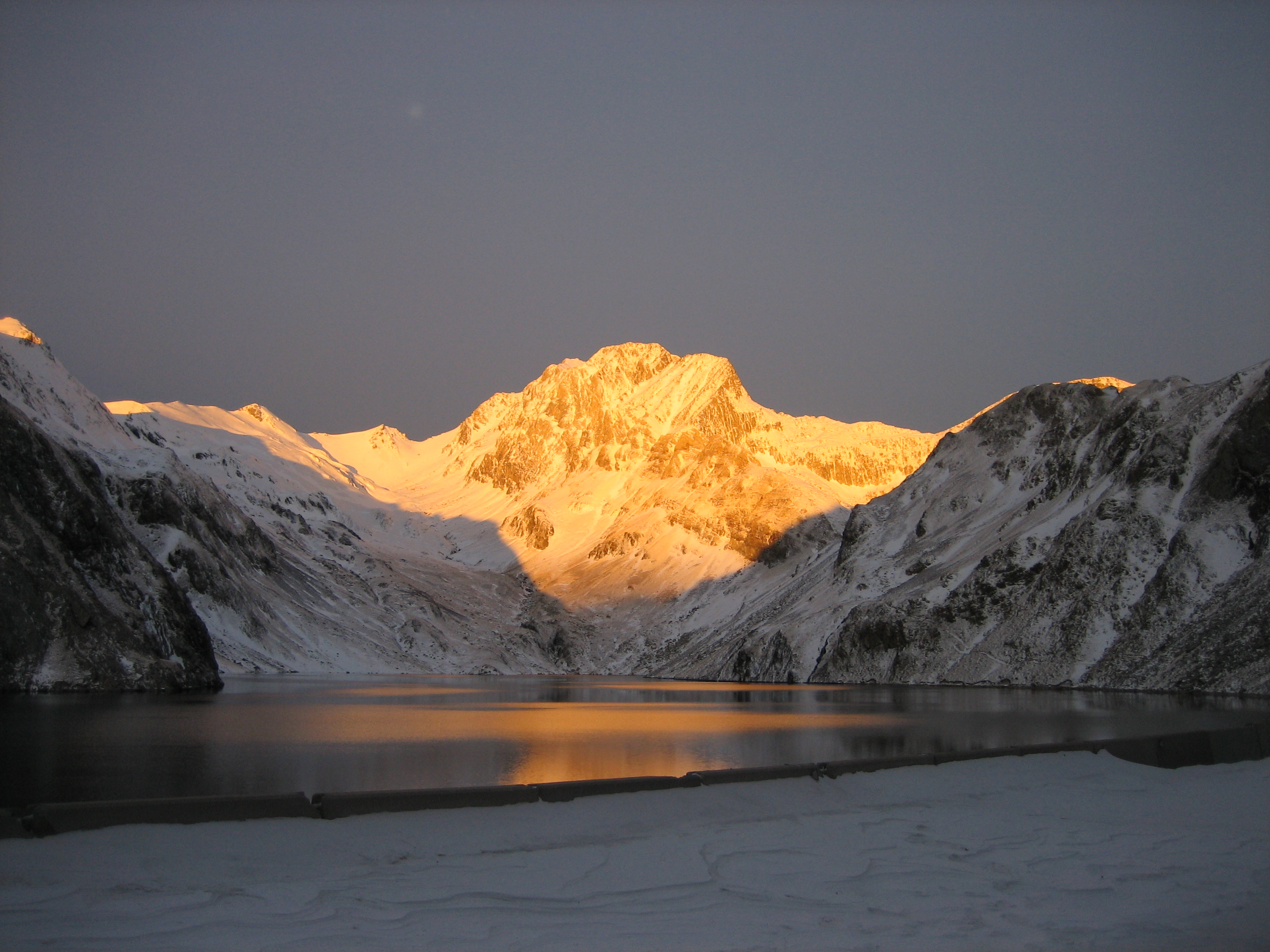
Vallibierna
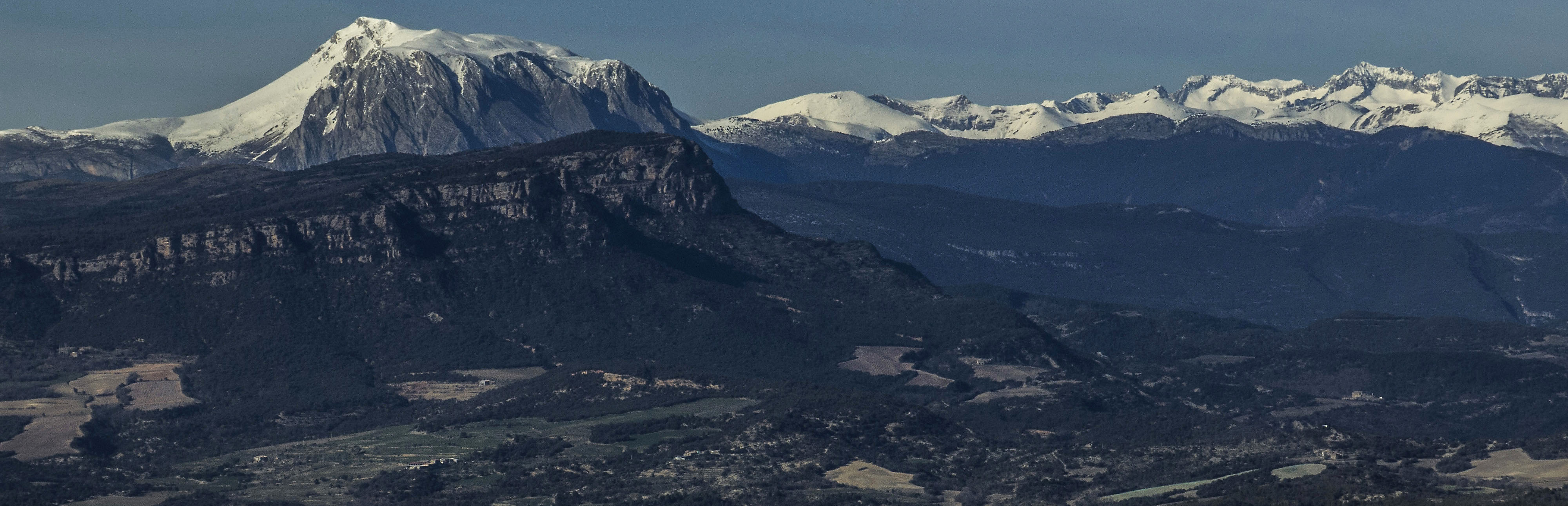
El Turbó i Pirineu aragonés
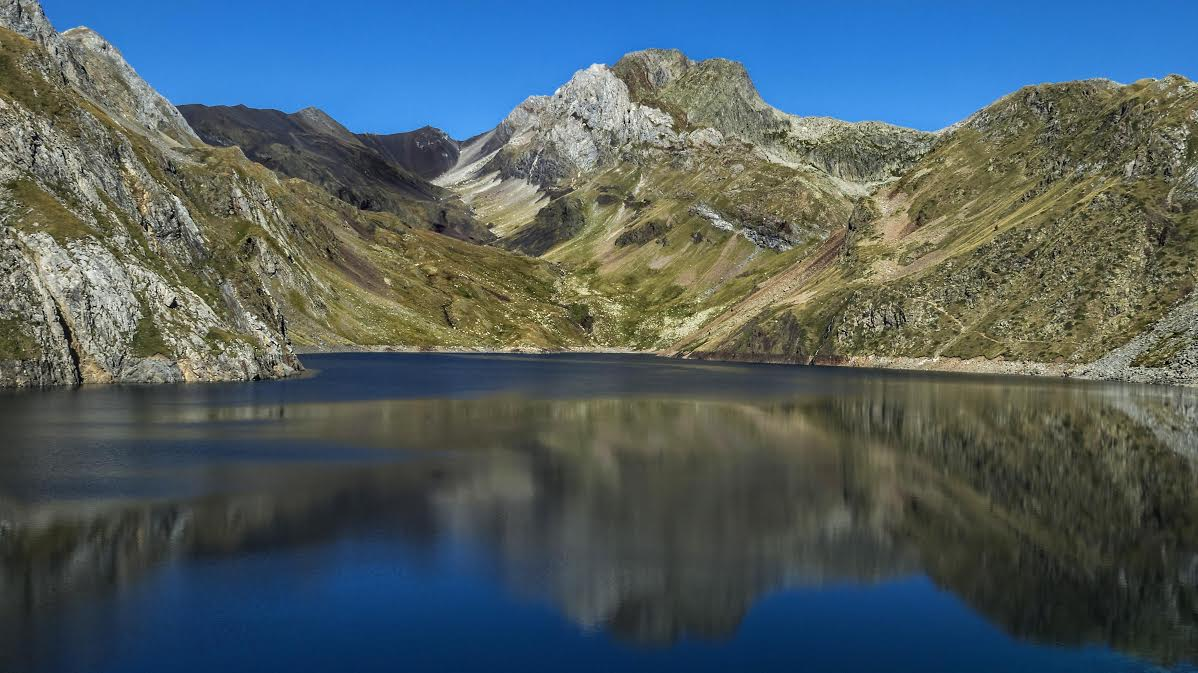
Estany de Llauset